# Иисус Христос
Иису́с Христо́с (греч. Ἰησοῦς Χριστός) — в христианстве Бог Сын (второе лицо Святой Троицы), богочеловек и предсказанный в Ветхом Завете Мессия, ставший искупительной жертвой за грехи людей. Эпитетом Иисуса Христа стал Спаси́тель (Спас). Согласно христианству, в единстве его личности вмещается и вся полнота божественной природы как Бога Сына («не имеющий начала дней»), и вся конкретность конечной человеческой природы как человека, проповедовавшего в Галилее и распятого на кресте около 30 года н. э. Сын Божий называется Иисусом Христом, начиная с боговоплощения. Был иудеем, еврейским проповедником, последователи которого, начиная с апостолов, создали религиозное движение, развившееся в новую религию, отделившуюся от иудаизма — христианство.
Основными источниками сведений о жизни и учении Иисуса Христа являются Евангелия и другие книги Нового Завета. Сохранились свидетельства о нём и у нехристианских авторов I—II веков (см. историчность Иисуса Христа).
В книгах Нового Завета Иисус именуется Христом или Мессией, Сыном, Сыном Божиим, Сыном Человеческим, «Агнцем», Господом, Отроком Божиим, Сыном Давидовым, Спасителем.
В Никейском Символе веры, принятом Церковью в 325 году на Первом Вселенском соборе, утверждается вера в то, что Иисус Христос — единосущий (ὁμοούσιος) Богу Отцу (то есть одной с Ним сущности или природы по божеству); в Никео-Цареградском Символе веры, принятом Церковью в 381 году на Втором Вселенском соборе, утверждается вера в то, что Иисус Христос (по Божеству) рождён от Бога Отца «прежде всех веков», ради спасения человеческого рода воплотился (рождён по плоти) от Духа Святого и Девы Марии, сделавшись человеком, умер вследствие казни через распятие, на третий день по распятии воскрес из мёртвых, а затем вознёсся на небеса и придёт во второй раз, чтобы судить живых и мёртвых. Другие христианские убеждения включают непорочное зачатие Иисуса, творение чудес. Согласно учению Церкви, изложенному в Афанасьевском Символе веры, Иисус Христос есть вторая ипостась Троицы. Догмат о Троице принят подавляющим большинством христианских конфессий, за исключением некоторых групп и направлений с антитринитарным учением.
Личность Иисуса Христа вызывает много споров как среди богословов, так и среди учёных. Дискуссии ведутся относительно самого факта существования Иисуса, хронологии его жизни, его социального положения и культурной среды, проповедуемых им идей и их значения для человечества. Теологи выдвигают конкурирующие (или дополняющие друг друга) описания Иисуса как ожидаемого Мессии, как лидера апокалипсического движения, как странствующего мудреца, как харизматического целителя и как основателя независимого религиозного движения. Религиоведы и теологи, придерживающиеся точки зрения, что Иисус был реальной исторической личностью, полагают, что он родился в период с 7 года до н. э. по 4 год до н. э. и умер в период с 30 по 33 годы. Большинство современных учёных разделяют точку зрения об историчности Иисуса.
В исламе с Иисусом Христом отождествляется Иса ибн Марьям, один из особо почитаемых пророков и посланников Аллаха.

## Происхождение и значение имён и эпитетов

Против часовой стрелки: имя «Иисус» на еврейском, арамейском, греческом, латинском и английском языках

### Иисус
Предполагается, что современникам был известен как Иисус, сын Иосифа (Ин. 1:45) или Иисус из Назарета (Деян. 10:38) — Иешу ха-Ноцри, יֵשוּ הַנָּצְרִי.
Иисус (греч. Ἰησοῦς) — греческая транслитерация еврейского имени Йешу(а), Jesu(a), יֵשׁוּ, исходная форма — Йегошуа, Jehosua, «бог помощь, спасение», ср. Иисус Навин.
Древнееврейское имя יהושוע‎ состоит из корней слов Яхве (имя Бога в Ветхом Завете) и шуа («спасение»), краткая форма — ישוע‎ (иврит Йешу́а). До церковной реформы патриарха Никона имя Иисус (церк.-слав. І҆и҃съ) писалось и произносилось с одной буквой «и» (Ісус). Патриарх Никон изменил написание и произношение на Іисус с целью приблизить их к греческому варианту. Написание имени Иисус с одним «и» осталось неизменным в украинском (Ісус Христос), белорусском (Ісус Хрыстос), хорватском (Isus Krist), русинском (Ісус Хрістос), македонском (Исус Христос), сербском (Исус) и болгарском (Исус Христос) языках.
Имя Йехошуа давалось в основном в память об ученике Моисея и завоевателе Земли Израильской Йехошуа бин Нуне (XV—XIV века до н. э.), которого Синодальный перевод Библии на русский язык также называет Иисусом — Иисус Навин. В английских переводах Библии (не во всех) имена Jóshua (Иисус Навин) и Jésus (Иисус Христос) различаются.

### Христос (Мессия)
Христос — перевод на греческий язык слова мессия (еврейского титула Māšīaḥ) (арам. mesiha, евр. masiah, «помазанник»). Христос — эпитет, указывающий на характер миссии Иисуса с точки зрения христианства.
Эпитет «помазанник» употреблялся в древнем Израиле по отношению к царям и священникам. Об этом неоднократно говорится в Библии. Например, в первой и второй книгах Царств (1 Цар. 24:7, 26:9, 10 и 2 Цар. 1:14, 15) сообщается, что Саул — помазанник Господень (в подлиннике — машиах Яхве). Поставление царей на трон и священников на служение совершалось в Израиле через торжественное помазание елеем. Изначально «помазанными» называли священников, а после установления монархии в Израиле слово «помазанник» начали употреблять по отношению к царям. Соответственно, иудейские пророки предвозвещали пришествие царя из рода Давида, «помазанника», который, являясь одновременно священником и царём, исполнит всё то, что Израиль ожидает от истинного Царя мира.

### Спаситель и Искупитель
Эпитетом Иисуса Христа, «как бы другим его именем», является Спаситель (старослав. Спас, греч. Σωτήρ, что часто прилагалось к языческим богам, в особенности к Зевсу, а по отношению также к обожествлённым царям). Это именование воспринималось в качестве перевода по смыслу имени Иисус, эквивалент последнего (ср. Матф. 1, 21: «и наречёшь имя ему Иисус, ибо он спасёт людей от грехов их»).
Близкий по значению другой эпитет Иисуса Христа — Искупитель — является переводом евр. goel («кровный родич», «заступник», «выкупающий из плена»), который был употреблён уже в Ветхом Завете применительно к Яхве (Ис. 41, 14 и др.; Иов. 19, 25).
Эти эпитеты отражают догматическое положения, что Иисус Христос, добровольно приняв страдания и смерть на кресте, искупил собою людей из плена и рабства у сил зла, которым люди предали себя в грехопадении Адама и Евы.

### Другие наименования и эпитеты в христианстве
Особое место в числе обозначений Иисуса Христа занимает сын человеческий (греч. υἱὸς ἀνθρώπου — греческая передача арам. barenas). Так он регулярно называет себя сам в евангельских текстах, однако из культа и письменности христианских общин это именование рано и навсегда исчезает, предположительно, будучи табуированным как особенность речи самого Иисуса. Смысл именования остаётся спорным, однако вероятна связь с ветхозаветной Книгой Даниила (Дан. 7:13, 14), в которой описано пророческое видение: «как бы сын человеческий» подошёл к престолу «Ветхого днями» (Яхве) и получил от него царскую власть над всеми народами во все времена. Если это толкование верно, сын человеческий — мессианский титул, являющийся эквивалентом именования Христос.
Также Иисус Христос — Царь, которому дана «всякая власть на небе и на земле» (Мф. 28:18), то есть выступает источником духовного и светского авторитета, что является продолжением ветхозаветной идеи «царя Яхве».
Именование Сын Божий, которое применительно к Иисусу Христу имеет догматический смысл, ранее употреблялось в отношении царя в качестве эквивалента его титула. В том же идейном контексте находится именование Господь. греч. Κύριος в традиции относилось к Яхве, в переводе Ветхого Завета заменяя собой его табуированное имя и выступая в качестве соответствия Адонаи. В бытовом обиходе это слово означало не господина, который распоряжается рабом, а опекуна, обладающего авторитетом по отношению к несовершеннолетнему, и т. п.; употреблялось также в качестве титула цезарей.

## Источники

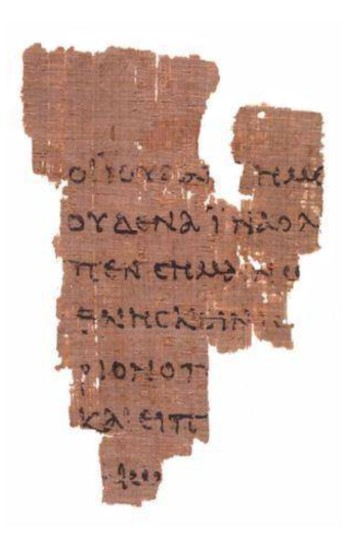
Папирус 52 — древнейшая новозаветная рукопись, дошедшая до нашего времени, содержит строки из Евангелия от Иоанна. Датируется первой третью II века, то есть через 2—3 десятилетия после написания Евангелия Иоанном

## Происхождение

### Вопрос историчности
Христианская ортодоксально-теологическая позиция предполагает признание догматов об Иисусе Христе и правдивости всех новозаветных источников, в том числе содержащих чудесное жизнеописание Богочеловека, рассказ о его телесном воскресении и вознесении на небо. Эта точка зрения исключает постановку вопроса о мифологической составляющей какого-либо евангельского эпизода.
В науке сложилось два основных направления интерпретации Иисуса Христа — мифологическое и историческое. Оба подхода зародились (не считая единичных попыток в более раннее время) в эпоху Просвещения, в XVIII веке, и оба первоначально в большей или меньшей мере противостояли ортодоксально-теологическому пониманию образа Иисуса.
Отрицание существования Иисуса Христа как исторической личности рядом исследователей XIX века было вызвано научно-критическим анализом источников, которые повествуют об Иисусе. По их мнению, Иисус представляет собой мифический образ, который олицетворяет представления древних религий народов Ближнего Востока об умирающем и воскресающем боге, ведущие, в свою очередь происхождение от тотемических верований и земледельческих и астральных культов, подобно культам Осириса, Диониса, Адониса и др. Согласно этой точки зрения, данные представления, соединившись с иудаистической верой в приход избавителя еврейского народа и всего человечества (откуда эпитет Христос, по-гречески ‘помазанник’, что соответствует понятию Мессия) и с преобладанием этических норм над ритуальным богослужением, что было провозглашено древними еврейскими пророками, сформировали легендарный образ Иисуса Христа. Все евангельские повествования о жизни Иисуса и его чудесных деяниях рассматривали как простые заимствования мифологических сюжетов древних религий, в том числе из ветхозаветной литературы. В целом в рамках данного направления считается, что первоначальный образ Иисуса как божества по мере складывания христианства наделялся «человеческими» чертами. Мифологическая школа слишком односторонне трактовала сложный образ Иисуса, утверждая, что в нём нет ничего нового по сравнению со многими божестами древневосточных религий, однако представители этого направления смогли показать генезис большого числа мифологических мотивов.
Историческая школа признаёт, что в основе образа Иисуса — историческая личность. Согласно этой школе, образ Иисуса развивался в направлении, противоположном тому, который предполагала мифологическая школа, — по мере роста числа последователей Иисуса имела место постепенная мифологизация, обожествление реальной личности. Поиск исторического Иисуса (англ. Quest for the historical Jesus) представляет собой дисциплину, которая занимается историческим исследованием его жизни. В научный оборот поиски вошли начиная с записок Г. С. Реймаруса (1774—1778), который первым последовательно осмысляет Иисуса в качестве иудея своего времени.
Большинством современных учёных признаётся историчность Иисуса Христа, при этом консенсуса в оценке исторической достоверности христианских источников среди исследователей нет — признаётся постепенная мифологизация образа Иисуса. Выдвигаются следующие аргументы историчности Иисуса: все самые ранние свидетельства об нём предполагают его реальность — не только канонические Евангелия, но и в более ранний источник Q представляли его в качестве реального лица; отсутствуют свидетельства, что ранние противники христианства считали Иисуса вымышленным; об нём как об исторической личности писали Тацит и Иосиф Флавий; многие древние предания об Иисусе Христе убедительно относятся не к мистериальным религиям, а к иудаизму, и некоторые евангельские предания об Иисусе рассматриваются в качестве переводов с семитского оригинала. Наиболее исторически достоверные из христианских источников отражают быт, уклад жизни, социальную и политическую атмосферу подчинённой Римом Иудеи начала I века н. э.
Тем не менее, критически настроенные исследователи не считают все евангельские предания достоверными, поскольку противоречия между разными Евангелиями не во всех случаях можно легко гармонизировать; авторы Евангелий почти наверняка не были очевидцами жизни Иисуса, но основывались на устных и письменных преданиях — между временем жизни Иисуса Христа и созданием Евангелий прошли десятилетия, за которые сведения могли претерпеть искажения; память рассказчика не всегда бывает безупречной; Иисус и апостолы разговаривали на арамейском языке и древнем иврите, тогда как Евангелия писались на греческом — при переводе могли возникнуть искажения; отрицающие чудеса ставят под сомнение рассказы о чудесах. Имеющееся в науке разнообразие в реконструкциях исторического Иисуса Христа означает, что лишь немногие факты о нём историческая наука может установить с уверенностью. Причинами являются различия в оценке результатов критики источников, в методах их исследования и интерпретации, самом выборе источников для анализа, интерпретации их отдельных мест (например, притч Иисуса), а также ненейтральность и ангажированность тех или иных исследователей. Несмотря на различия в научных интерпретациях, между реконструкциями имеется много общего по ряду вопросов: синоптики стоят ближе к историческому Иисусу Христу, чем Евангелие от Иоанна; рассмотрение Иисуса в контексте иудаизма Второго храма; центральной частью вести Иисуса Христа было Царство Божие; ещё при жизни Иисус приобрёл репутацию чудотворца; Иисус был распят при Понтии Пилате.
Считается, что древнееврейский историк I века Иосиф Флавий первым из нехристианских авторов сообщил о существовании Иисуса, о его распятии Пилатом и воскресении на третий день:

Около этого времени жил Иисус, человек мудрый, если его вообще можно назвать человеком. Он совершил изумительные деяния и стал наставником тех людей, которые охотно воспринимали истину. Он привлёк к себе многих иудеев и эллинов. То был Христос. По настоянию влиятельных лиц Пилат приговорил его к кресту. Но те, кто раньше любили его, не прекращали любить его и теперь. На третий день он вновь явился им живой, как возвестили о нём и о многих других Его чудесах боговдохновенные пророки. Поныне ещё существуют так называемые христиане, именующие себя таким образом по его имени.— Иосиф Флавий. XVIII:3 // Иудейские древности.
Однако, по мнению ряда учёных, этот фрагмент в тексте греческой рукописи является вставкой христианского переписчика, сделанной на рубеже III и IV веков. В настоящее время большинство исследователей считают текст Свидетельства Флавия частично интерполированным.
В 1912 году русский учёный А. Васильев опубликовал арабский текст сочинения христианского епископа и историка X века Агапия Манбиджского «Книга титулов» («Китаб аль-унван»), а в 1971 году израильский учёный Шломо Пинес обратил внимание на цитату Агапия из Иосифа Флавия, которая расходится с общепризнанной греческой версией Свидетельства Флавия, причём Христос назван Мессией:

В это время был мудрый человек по имени Иисус. Его образ жизни был похвальным, и он славился своей добродетелью; и многие люди из числа иудеев и других народов стали его учениками. Пилат осудил его на распятие и смерть; однако те, которые стали его учениками, не отреклись от своего ученичества. Они рассказывали, будто он явился им на третий день после своего распятия и был живым. В соответствии с этим он-де и был Мессия, о котором пророки предвещали чудеса.— Агапий Манбиджский. 4а // Всемирная история / Пер. с араб. С. С. Аверинцева. — Т. II. Свидетельство Иосифа Флавия об Иисусе Христе.

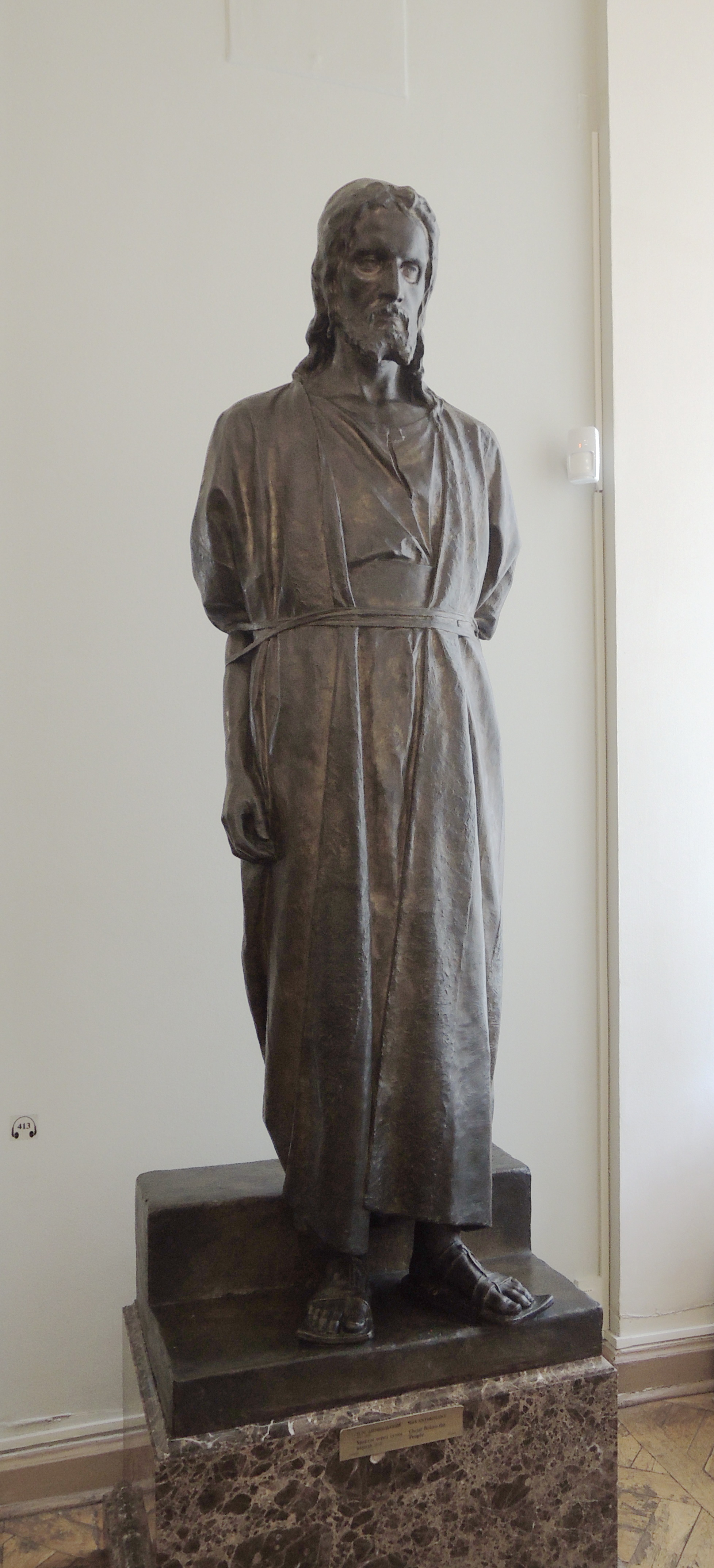
Марк Антокольский. Христос перед народом (1878)

Тем не менее по поводу приведённого отрывка также нет единого мнения среди исследователей. Он может отражать подлинный текст Иосифа Флавия, сохранившийся благодаря ранним переводам его сочинений на сирийский язык, а может быть вариацией христианской вставки, адаптированной для мусульманского окружения, в котором жил Агапий.
Другим автором, упоминающим о Христе, является крупнейший римский историк Корнелий Тацит, написавший: «Христа, от имени которого происходит это название (христиан), казнил при Тиберии прокуратор Понтий Пилат».
Другой знаменитый римский историк Гай Светоний Транквилл в книге «Жизнь двенадцати цезарей» в главе Клавдий (25:4) пишет: «Иудеев, постоянно волнуемых Хрестом, он изгнал из Рима». Это известие написано на несколько лет позже свидетельств Тацита.
До нашего времени дошла переписка правителя Вифинии и Понта Плиния Младшего с императором Траяном, в котором Плиний сообщал, что «христиане в определённый день перед восходом солнца собирались вместе и совместно воспевали гимны Христу, как Богу, давали перед Ним обеты никогда не делать нечестия, не заниматься кражей, воровством или блудом, не нарушать данного слова, не удерживать данного им в залог».
В XX — начале XXI века аргументы в пользу неисторичности Иисуса высказывали такие американские и британские историки и филологи, как Джордж Альберт Уэллс (англ. George Albert Wells), Эрл Доэрти (англ. Earl Doherty), Д. М. Мёрдок (Acharya S), Тимоти Фрик (англ. Timothy Freke) и Питер Гэнди (англ. Peter Gandy), такие теологи, как Роберт Прайс (англ. Robert M. Price) и Томас Томпсон (англ. Thomas L. Thompson), математик и логик Бертран Рассел, а также писатели и учёные, представляющие движение «Новый атеизм»: биолог Ричард Докинз, физик Виктор Стенджер и др.

### Версии происхождения
Непорочное рождение
Согласно христианскому вероучению, появление Иисуса представляет собой исполнение ветхозаветного пророчества о Мессии (Сыне Божием) и Иисус был непорочно рождён от Святого Духа Девой Марией в Вифлееме. Отцы Церкви считали, что фраза пророка Исаии в Переводе семидесяти относится к Иисусу Христу:

Итак Сам Господь даст вам знамение: се, Дева во чреве приимет и родит Сына, и нарекут имя Ему: Еммануил.
— Ис. 7:14, Синодальный перевод
Оригинальный текст (др.-греч.)διὰ τοῦτο δώσει κύριος αὐτὸς ὑμῖν σημεῖον· ἰδοὺ ἡ παρθένος ἐν γαστρὶ ἕξει καὶ τέξεται υἱόν, καὶ καλέσεις τὸ ὄνομα αὐτοῦ Εμμανουηλ·

Святители Василий Великий, Кирилл Иерусалимский, блаженные Феофилакт Болгарский и Иероним Стридонский считали мессианскую интерпретацию верной, так как рождение названо знамением, следовательно оно должно быть необычайным и пришествием Еммануила.
Иудаисты утверждают, что вышеупомянутая глава не о Деве и Мессии, а о жене и сыне Исаии соответственно. Иудеи также оспаривают перевод слов Исаии в Евангелии от Матфея, говоря, что на иврите написано «молодая женщина» (алма) с определённым артиклем, а не «девственница» (ивр. בְּתוּלָה, bethulah) с неопределённым. В греческом переводе Книги Исаии использовано слово παρθένος, которое во времена написания Евангелия обычно означало девственницу, однако иногда это слово просто означает «молодая женщина».
В библеистике ведутся споры о том, правильно ли Матфей понял стихи Исаии. Так, современный американский библеист Барт Эрман считает, что когда автор Евангелия от Матфея привёл этот ветхозаветный стих в Евангелии (Мф. 1:22, 23), то применил к греческому тексту более распространённое в его время значение слова παρθένος, решив, что Книга Исаии говорит не о ребёнке, рождённом при жизни Исаии, а о будущем ребёнке, который должен родиться от девственницы. Эрман считает, что Исаия имел в виду именно «молодую женщину», и приводит такой перевод второй части фразы: «молодая женщина зачала и родит сына», то есть стих, по его мнению, указывает, что ребёнок уже был зачат.
Внебрачная связь
С античного периода в антихристианской полемике высказывается точка зрения о рождении Иисуса от внебрачной связи. Подобная гипотеза отвергается христианами как противоречащая повествованиям Нового Завета.

### Этническая принадлежность
Споры об этнической принадлежности Иисуса ведутся до сих пор. Христиане могут сказать, что Иисус родился в Вифлееме, а большее время пробыл в Галилее, где проживало смешанное население. Поэтому некоторые критики христианства пытаются предположить, что Христос мог и не быть этническим евреем. Но Евангелие от Матфея говорит, что родители Иисуса были родом из Вифлеема Иудейского и лишь после его рождения перебрались в Назарет.
Согласно 1Макк. 13:41, Симон Хасмоней, сбросивший иго Селевкидов, по просьбе галилеян изгнал из Галилеи язычников из Птолемаиды, Тира и Сидона и привёл «с великою радостью» в Иудею тех евреев, которые пожелали переселиться (1Макк. 5:14—23), хотя во времена Христа язычников в Галилее ещё было много. Утверждение, что Галилея для Иудеи была «заграницей», — явное преувеличение. И та и другая были данниками Рима, и та и другая имели одну и ту же культуру, и та и другая относились к храмовой общине Иерусалима. Ирод Великий управлял Иудеей, Идумеей, Самарией, Галилеей, Переей, Гавлонитидой, Батанеей, Трахонидой, Итуреей и другими территориями Палестины. После его смерти в 4 году до н. э. страна была поделена на три области: 1) Иудея, Самария, Идумея; 2) Гавлонитида и Батанея; и 3) Перея и Галилея. Так что Галилея якобы стала для Иудеи «заграницей» только потому, что у Ирода было трое наследников, а не один.
Когда самаритянка спросила Иисуса: «как ты, будучи Иудей, просишь пить у меня, Самарянки?» (Ин. 4:9), — он не отрицал своей принадлежности к иудейской общине. Однако в аналогичной ситуации, когда иудеи спросили Христа, не является ли он самарянином (Ин. 8:48), он оставил упрёк незамеченным (Ин. 8:49). Евангелия указывают еврейское происхождение Иисуса: согласно родословным, он был семитом (Лк. 3:36), израильтянином (Мф. 1:2; Лк. 3:34) и иудеем (Мф. 1:2; Лк. 3:33).
Евангелие от Луки говорит, что мать Иисуса Мария была родственницей Елисаветы (Лк. 1:36), матери Иоанна Крестителя, а Елисавета была из рода Ааронова (Лк. 1:5) — из главного левитского рода священников.
Достоверно известно, что вход в Иерусалимский храм за ограду балюстрады иностранцам был запрещён под страхом смерти (Деян. 21:28). Иисус был евреем, иначе бы он не смог проповедовать в храме, на стенах которого находились надписи: «Ни один инородец не смеет войти за решётку и ограду святилища; кто будет схвачен, тот сам станет виновником собственной смерти».

## Жизнеописание в Новом Завете

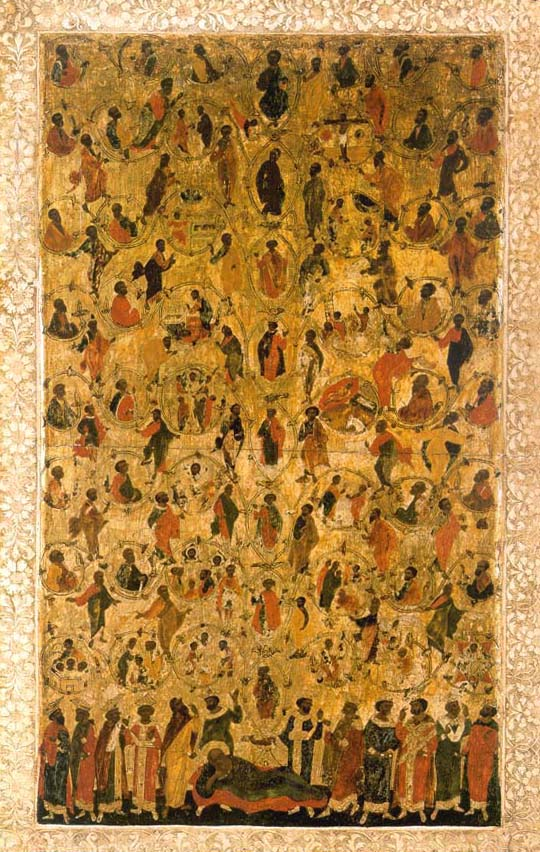
Древо Иессеево (родословие Иисуса в виде дерева). Русская икона, 1567—1568 гг.

### Родословие
В Евангелиях от Матфея и от Луки указаны разные родословные Иисуса Христа (в Евангелии от Матфея приведена родословная Иисуса Христа от Авраама, в Евангелии от Луки — от Адама). Из них родословной Иосифа принято считать список, приводимый в Евангелии от Матфея 1:1—16.
Евсевий Кесарийский в «Церковной истории» объясняет различие тем, что в Иудее поколения исчисляли двумя способами: «по природе» и «по закону».

Имена поколений в Израиле исчисляли или по природе, или по закону: по природе, когда имелось преемство законных сыновей; по закону, когда по смерти бездетного брата его брат своему чаду давал имя умершего. Тогда не было ещё ясной надежды на воскресение и будущее обетование считали заодно со смертным воскресением: имя умершего должно было сохраниться навеки. Поэтому из лиц, упоминаемых в этом родословии, некоторые были законными наследниками своих отцов по природе, другие же рождены были одними отцами, а по имени принадлежали иным. Упоминали же тех и других: и действительных отцов, и тех, кто были как бы отцами. Таким образом, ни то, ни другое Евангелие не ошибается, исчисляя имена по природе и по закону.— Евсевий Кесарийский. Церковная история, II:7. Азбука веры.
Со времён Реформации широкое распространение получила точка зрения, согласно которой Лука прослеживает родословную Иисуса по материнской линии (Лк. 3:23—38), через Марию. Значительная часть исследователей объясняет воспроизведение родословной Иисуса Христа в Евангелиях по линии Иосифа Обручника тем, что иудейская традиция признавала бо́льшую значимость факта формального усыновления, чем факта физического отцовства и материнства.

### Хронология
Существует несколько распространённых датировок жизни Иисуса. Большинство из них лежит в следующем диапазоне дат:
- 7—4 годы до н. э. — Рождество Иисуса Христа. Он родился во второй половине правления императора Августа и в последние года царствования Ирода.
- 26—29 — крещение Иисуса Христа от св. Иоанна Предтечи. Вскоре после этого — призыв апостолов и выход Иисуса Христа на общественную проповедь.
- 30—33 — крестная смерть Иисуса Христа. Распят в пятницу, день Пасхи, 14 или 15-го нисана. Предпринимались попытки вычислить дату распятия, используя еврейский календарь (который в современном виде сформировался значительно позже, в 359 году).

Дата рождения Иисуса Христа определена весьма приблизительно. Самым ранним обычно называется 12 год до н. э. (год прохождения кометы Галлея, которая, по некоторым предположениям, могла быть так называемой Вифлеемской звездой), а самым поздним — 4 год до н. э. (год смерти Ирода Великого).
Точную дату смерти Иисуса Христа множество исследователей пытались определить на основании астрономических данных, сопоставляя их со свидетельствами Евангелий о том, что Иисус был распят в пятницу накануне еврейской Пасхи, которая празднуется с вечера 15 нисана, то есть Иисус был распят в пятницу 14 нисана до захода солнца.
В настоящее время наиболее вероятными годами смерти Иисуса считаются 30 и 33 годы н. э.
Методы расчёта даты смерти Иисуса на основании времени новолуния критиковались учёными как несоответствующие фактическому календарю того времени, который был основан на наблюдениях за фазами Луны и сильно зависел от субъективных факторов (принятия коллегиального решения синедрионом о начале месяца и о добавлении дополнительного месяца в году). Определение даты Пасхи на основании астрономических расчётов в еврейском календаре было установлено значительно позже, в связи с невозможностью традиционного для иудаизма времён Второго храма определения начала месяца на основании заявлений свидетелей о появлении новой луны.

### Рождение и ранние годы жизни

#### Рождество

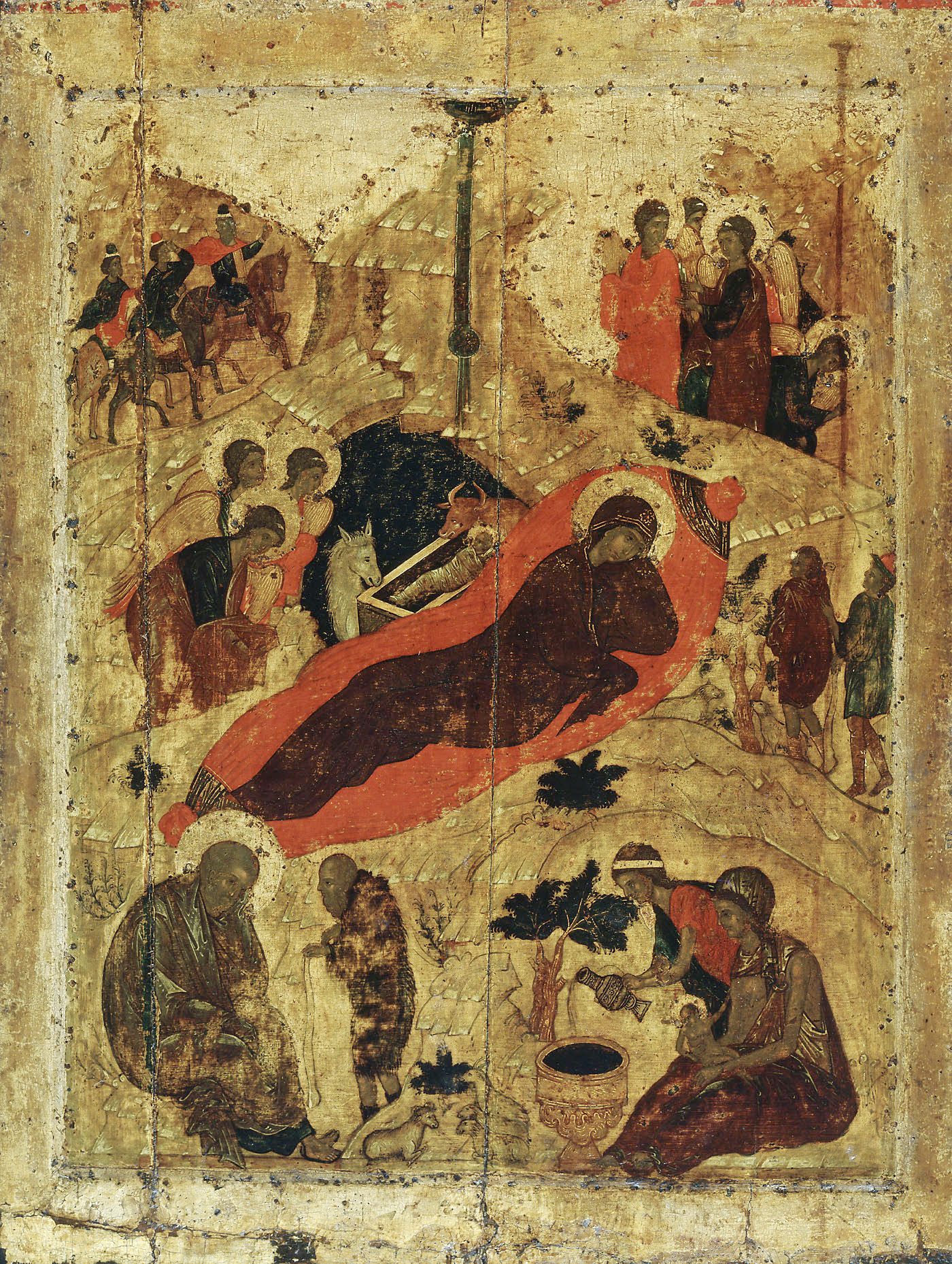
Рождество Христово, икона Андрея Рублёва

Согласно христианскому вероучению, появление Иисуса — исполнение давнего пророчества о Мессии — Сыне Божием; Иисус был непорочно рождён от Святого Духа Девой Марией, в городе Вифлеем (Мф. 2:1), где ему пришли поклониться волхвы (традиционно считается, что их было трое) как будущему иудейскому царю. После рождения Иисус был увезён родителями в Египет (Мф. 2:14). После смерти царя Ирода Иисус со своими родителями вернулся в Назарет.
Большинство христианских конфессий исповедует непорочное зачатие Христа (от Святого Духа). Некоторые считают сверхъестественным не только зачатие, но и рождение Иисуса, совершенно безболезненное, при котором не нарушилась девственность Девы Марии. Так, в православном задостойнике говорится: «Бог из боку твоею пройде» — как и сквозь двери затворённые. Это, в частности, изобразил Андрей Рублёв на иконе «Рождества», где Богородица смиренно отвела взгляд в сторону, склонив голову.
По указанию Ангела Господня, практически сразу после своего рождения Иисус был увезён Марией и Иосифом в Египет (бегство в Египет). Причиной бегства стало задуманное иудейским царём Иродом Великим убийство младенцев в Вифлееме (чтобы умертвить в их числе и будущего иудейского царя). В Египте родители с Иисусом пребывали недолго: они вернулись на родину после смерти Ирода, когда Иисус был ещё младенцем (Мф. 2:19—21).

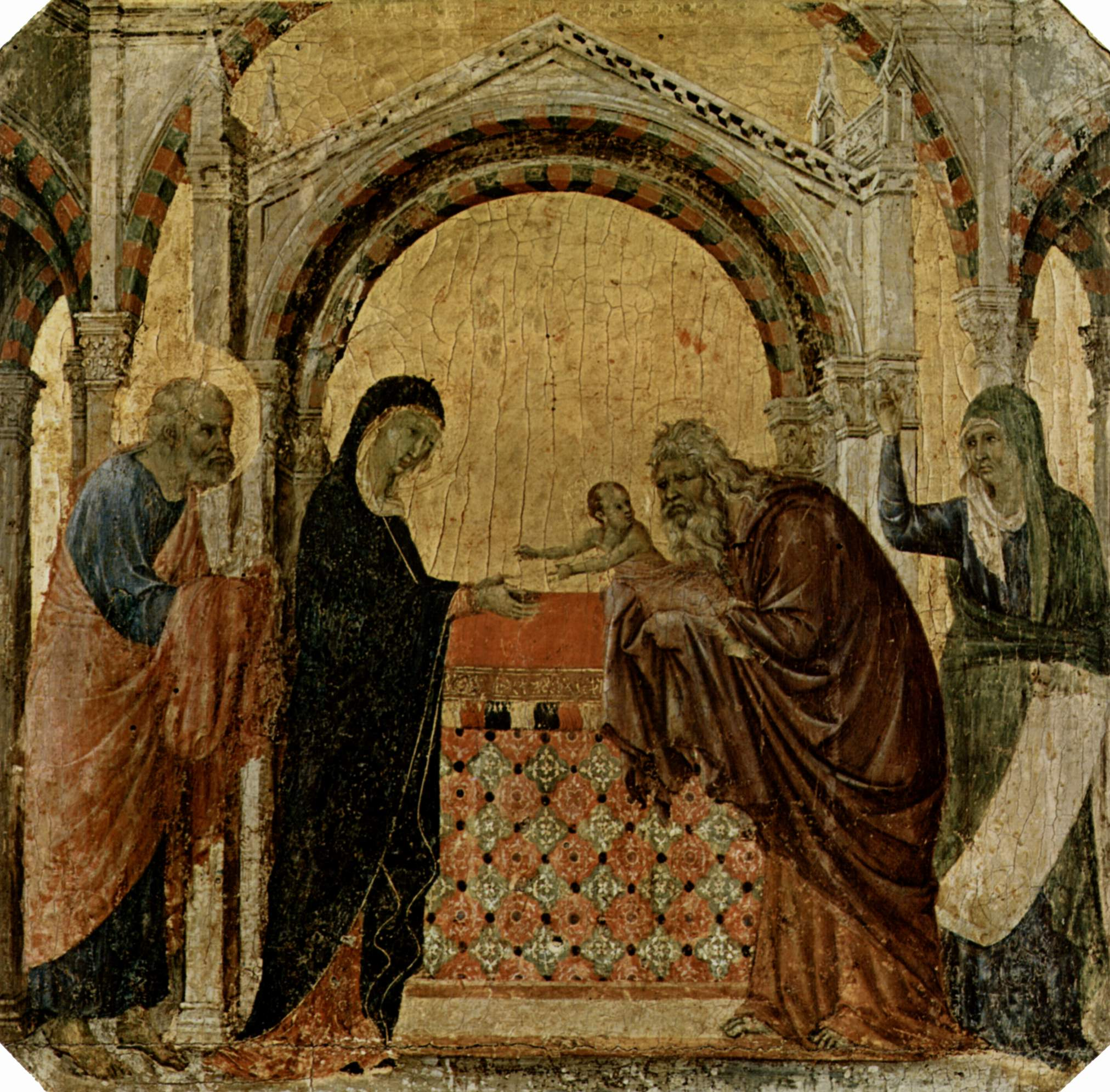
Сретение (Дуччо ди Буонинсенья. Маэста, фрагмент. Ок. 1308—1311)

#### Обрезание и сретение
Согласно Евангелию от Луки, по ветхозаветной традиции, на восьмой день от рождения Младенца обрезали и дали ему имя Иисус, наречённое ангелом прежде зачатия его во чреве. 40-дневный младенец Иисус был принесён родителями в Иерусалимский Храм для совершения обряда жертвоприношения, по их бедности, двух горлиц или двух птенцов голубиных, «знаменующих, что каждый первенец-младенец мужского пола посвящается Господу» (Лк. 2:22—24).
Навстречу вышел старец по имени Симеон, встретил Марию и Иосифа с младенцем Иисусом на руках, обратился к ним с пророческими словами «и сказал Марии, Матери Его: се, лежит Сей на падение и на восстание многих в Израиле и в предмет пререканий, — и Тебе Самой оружие пройдёт душу, — да откроются помышления многих сердец» (Лк. 2:34—35).
После того как Симеон Богоприимец произнёс благословения, находившаяся при храме старица Анна, «дочь Фануилова, от колена Асирова, достигшая глубокой старости, прожив с мужем от девства своего семь лет» (Лк. 2:36), также «славила Господа и говорила о Нём всем, ожидавшим избавления в Иерусалиме» (Лк. 2:38).

#### Жизнь до начала публичного служения
О дальнейших событиях жизни Христа вплоть до его крещения во взрослом возрасте Евангелия не сообщают, за исключением эпизода, приведённого в Евангелии от Луки гл. 2:41—52, где евангелист повествует о посещении Иерусалимского храма Святым семейством с 12-летним Иисусом.

### Крещение и искушение

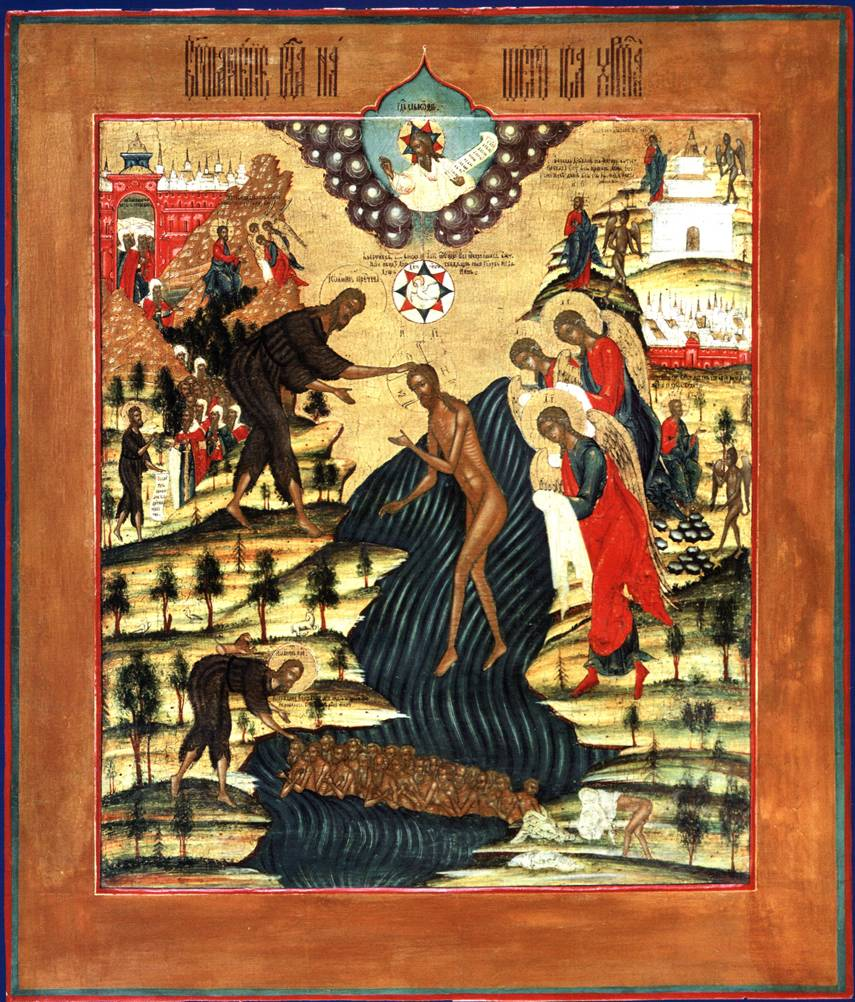
Икона Крещение Господне с сюжетами искушений (Палех, XIX в.)

Евангелие гласит, что в возрасте около 30 лет (Лк. 3:23) Иисус вышел на общественное служение, которое начал с принятия крещения от Иоанна Крестителя на реке Иордан.
Когда к Иоанну, много проповедовавшему о скором пришествии Мессии, пришёл Иисус, то удивлённый Иоанн сказал: «мне надобно креститься от Тебя, и Ты ли приходишь ко мне?» 
На это Иисус ответил, что «надлежит нам исполнить всякую правду» (Мф. 3:14, 15) и принял крещение от Иоанна.
Во время крещения «отверзлось небо, и Дух Святый нисшёл на Него в телесном виде, как голубь, и был глас с небес, глаголющий: Ты Сын Мой Возлюбленный; в Тебе Моё благоволение!» (Лк. 3:21, 22)
После своего крещения (Марк в своём Евангелии ставит акцент, что это произошло немедленно после крещения) Иисус Христос, ведомый Духом, удалился в пустыню, чтобы в уединении, молитве и посте подготовиться к исполнению миссии, с которой пришёл на землю.
По истечении сорока дней, в продолжение которых Иисус «был искушаем от диавола и ничего не ел в эти дни, а по прошествии их напоследок взалкал» (Лк. 4:2).
Тогда к Иисусу приступил дьявол и тремя обольщениями попытался соблазнить на грех, как всякого человека.
Выдержав все искушения дьявола, Иисус приступил к своей проповеди и общественному служению.

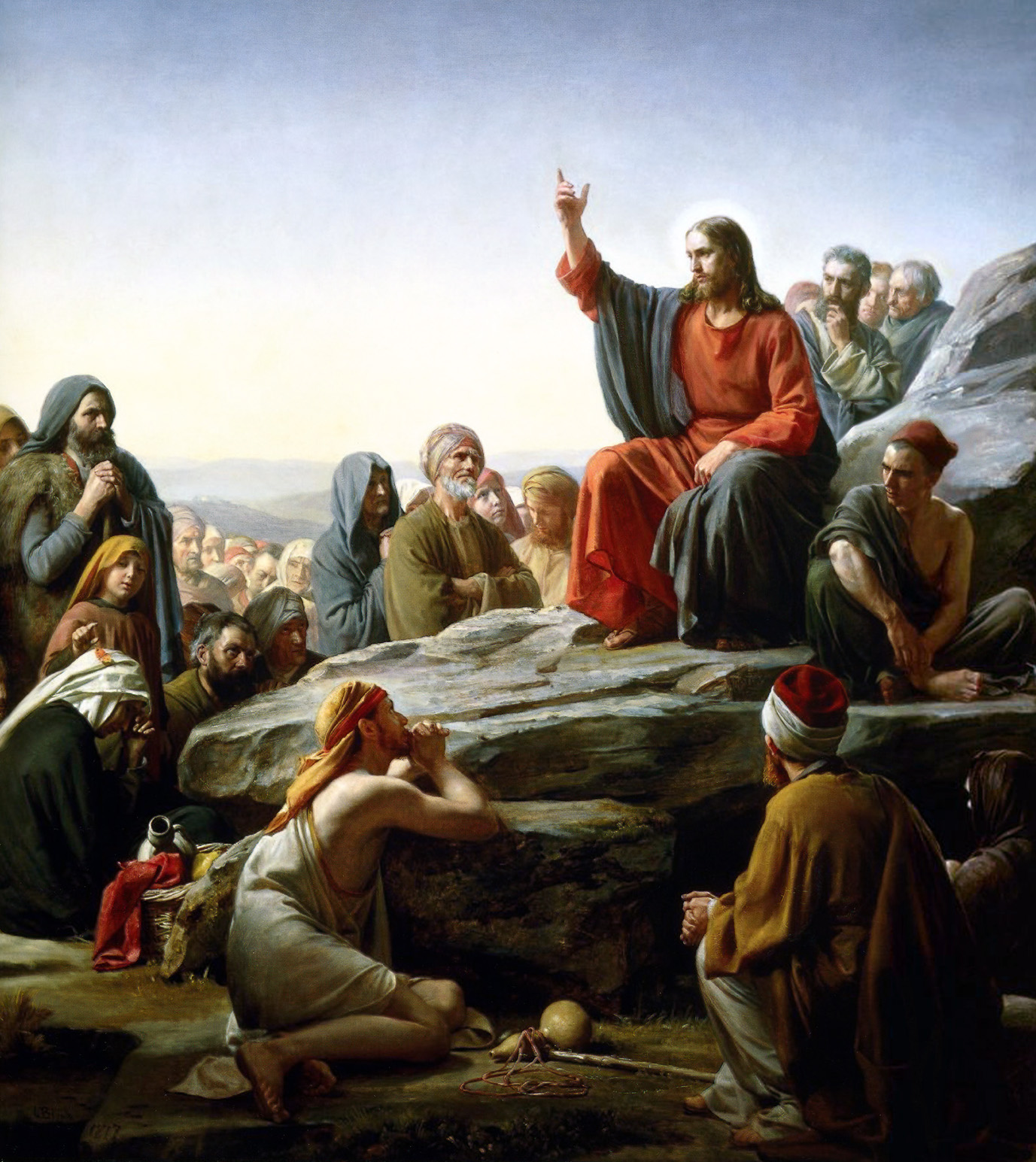
Блох К. Г. Нагорная проповедь (1877, масло на меди, Датский музей национальной истории)

### Общественное служение
Иисус выступил с проповедью о покаянии перед лицом наступления Царства Божьего (Мф. 4:13).
Иисус начал учить, что Сыну Божьему предстоит жестоко пострадать и умереть на кресте и что его жертва — это пища, необходимая всем для вечной жизни.
Кроме того, Христос подтвердил и расширил закон Моисея: согласно заповеди, прежде всего, всем существом своим любить Бога (Лк. 18:10—14) и ближних своих (всех людей) как самого себя. При этом не любить мира и всего, что в мире (то есть не привязываться к ценностям материального мира) и «не бояться убивающих тело, души же не могущих убить» (Мф. 10:28).
Несмотря на то, что центром проповеди Христа был священный город Иерусалим, Иисус дольше всего со своей проповедью путешествовал по Галилее, где его принимали более радостно. Также Иисус проходил и по Самарии, Десятиградию, бывал в пределах Тира и Сидона.
Вокруг Христа собралось много последователей, из которых он избрал сначала 12 ближайших учеников — апостолов (Лк. 6:13—16), затем других 70 (Лк. 10:1—17) уже менее приближённых, которых также называют апостолами; некоторые из них, впрочем, уже вскоре отошли от Христа (Ин. 6:66). Апостол Павел сообщает, что на момент крестной смерти и воскресения у Христа было более 500 последователей (1Кор. 15:6).
Своё учение Иисус подкреплял различными чудесами, прославляясь как пророк и целитель неизлечимых болезней. Он воскрешал мёртвых, укрощал бурю, превращал воду в вино, пятью хлебами насытил пять тысяч человек и многое другое.
В Евангелии от Иоанна указывается, что Иисус четыре раза был в Иерусалиме на ежегодном праздновании Пасхи, отсюда делается вывод, что общественное служение Христа продолжалось примерно три с половиной года.

### Последняя (страстная) неделя

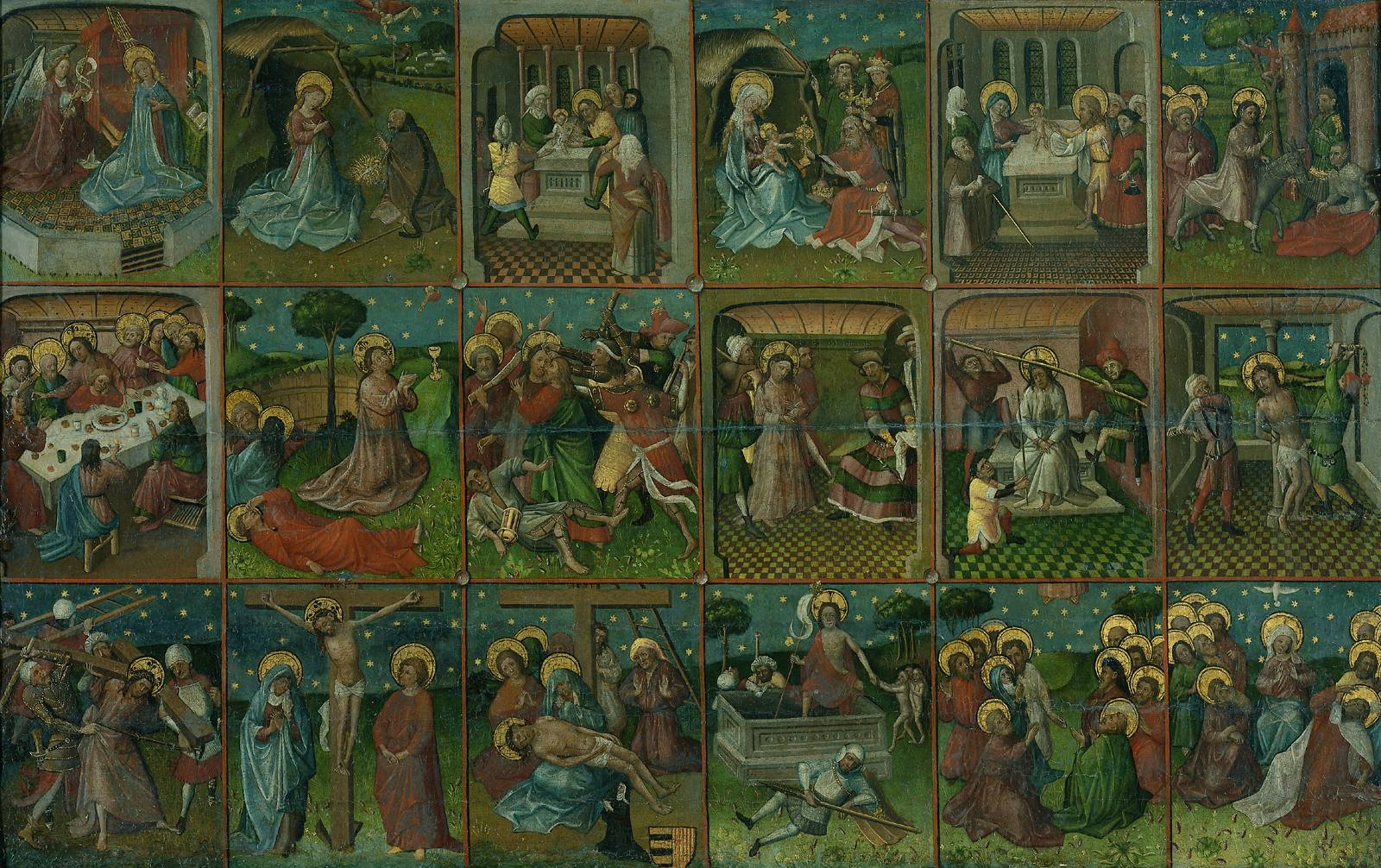
Анонимный художник. Страсти Христовы (XV в., Нидерланды)

События последних дней земной жизни Иисуса Христа, принёсшие ему физические и духовные страдания, относят к Страстям (страданиям) Христовым. Церковь вспоминает их в последние дни перед Пасхой, в Страстную неделю. Особое место среди Страстей Христовых занимают события, произошедшие после Тайной Вечери: арест, суд, бичевание и казнь. Распятие — кульминационный момент Страстей Христовых.
Христиане верят, что многие из Страстей были предсказаны пророками Ветхого Завета и самим Иисусом Христом.

#### Вход в Иерусалим и проповедь в храме
Евангелие от Матфея (главы 21—23), от Марка (11—12), Луки (19 глава с 28 стиха по 21 главу включительно), Иоанна (12:12 и далее).

#### Суд

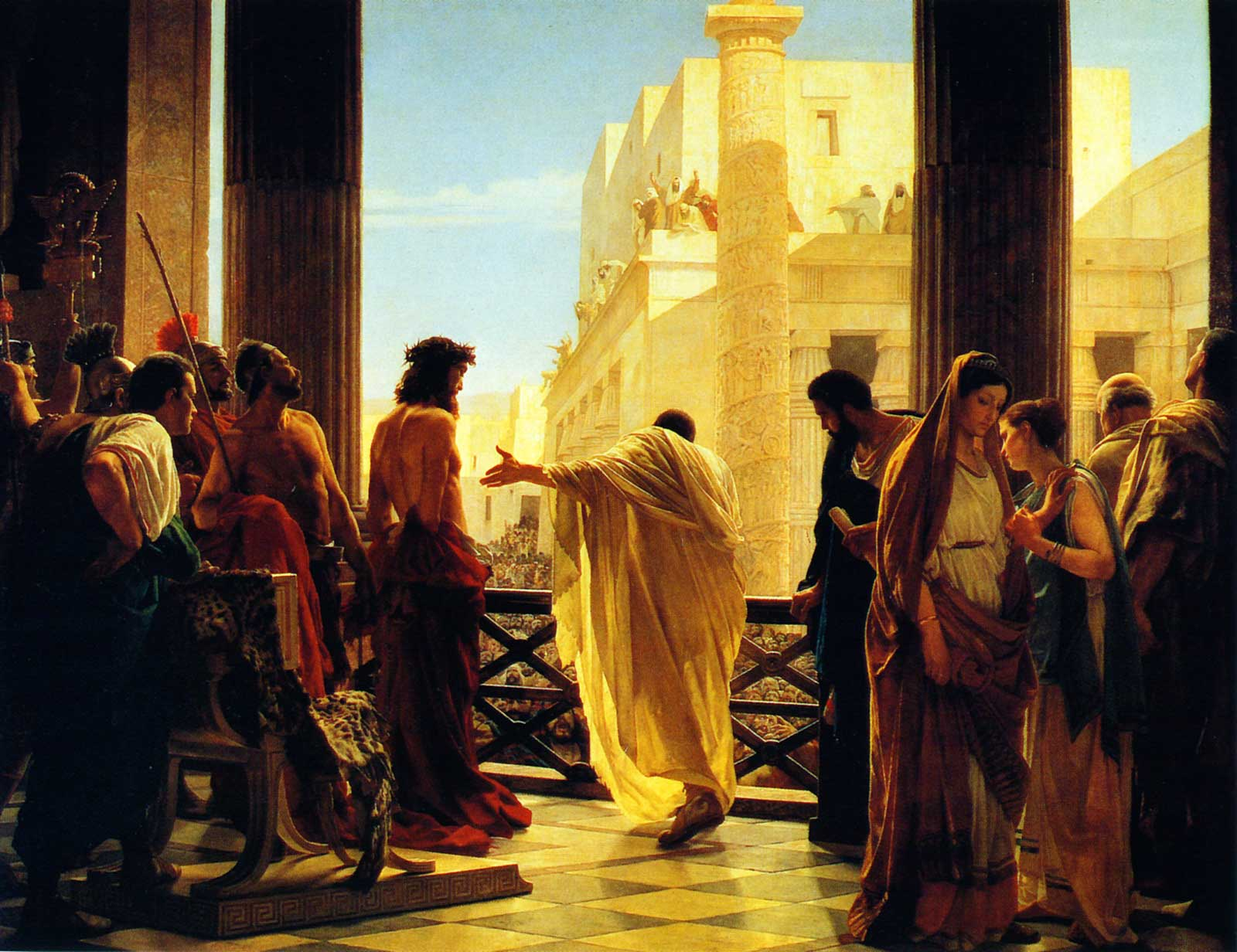
Антонио Чизери. Ecce Homo (1862)

Иудейские первосвященники, осудив на Синедрионе Иисуса Христа на смерть, не могли сами привести приговор в исполнение без утверждения римским наместником.
По мнению некоторых исследователей, Синедрион признал Иисуса лжепророком на основании слов Второзакония: «но пророка, который дерзнёт говорить Моим именем то, чего Я не повелел ему говорить, и который будет говорить именем богов иных, такого пророка предайте смерти» (Втор. 18:20—22). Иисус же говорил следующее: «Вас мир не может ненавидеть, а Меня ненавидит, потому что Я свидетельствую о нем, что дела его злы» (Ин. 7:7).
После неудачных попыток первосвященников обвинить Иисуса в формальном нарушении иудейского закона (см. Ветхий Завет), Иисус был передан римскому прокуратору Иудеи Понтию Пилату (26—36 годы).
На суде прокуратор спросил: «Ты Царь иудейский?» 
Этот вопрос был обусловлен тем, что притязание на власть в качестве Царя Иудейского, согласно римским законам, квалифицировалось как опасное преступление против Римской империи.
Ответом на этот вопрос стали слова Христа: «Ты говоришь, что Я Царь. Я на то родился и на то пришёл в мир, чтобы свидетельствовать о истине» (Ин. 18:29—38). Пилат, не найдя в Иисусе вины, склонился к тому, чтобы отпустить его, и сказал первосвященникам: «Я не нахожу никакой вины в этом человеке» (Лк. 23:4).
Решение Понтия Пилата вызвало волнение иудейской толпы, направляемой старейшинами и первосвященниками. Стараясь не допустить беспорядков, Пилат обратился к толпе с предложением отпустить Христа, следуя давнему обычаю отпускать на Пасху одного из преступников: «Итак, когда собрались они, сказал им Пилат: кого хотите, чтобы я отпустил вам: Варавву, или Иисуса, называемого Христом?» (Мф. 27:17, 18). Но толпа кричала: «Да будет распят» (Мф. 27:22).
В качестве последней попытки избавить Иисуса от смерти Пилат велел на глазах толпы бить его, надеясь, что недовольные удовлетворятся видом окровавленного осуждённого. Но иудеи заявили, что Иисус непременно «должен умереть, потому что сделал Себя Сыном Божиим. Пилат, услышав это слово, больше убоялся. И опять вошел в преторию и сказал Иисусу: откуда Ты? Но Иисус не дал ему ответа. Пилат говорит Ему: мне ли не отвечаешь? не знаешь ли, что я имею власть распять Тебя и власть имею отпустить Тебя? Иисус отвечал: ты не имел бы надо Мною никакой власти, если бы не было дано тебе свыше; посему более греха на том, кто предал Меня тебе. С этого [времени] Пилат искал отпустить Его. Иудеи же кричали: если отпустишь Его, ты не друг кесарю; всякий, делающий себя царём, противник кесарю» (Ин. 19:7—12).
Убоявшись людей, Пилат вынес смертный приговор — приговорил Иисуса к распятию, а сам «умыл руки перед народом, и сказал: невиновен я в крови Праведника Сего» . На что народ воскликнул: «кровь Его на нас и на детях наших» (Мф. 27:24, 25).

#### Распятие

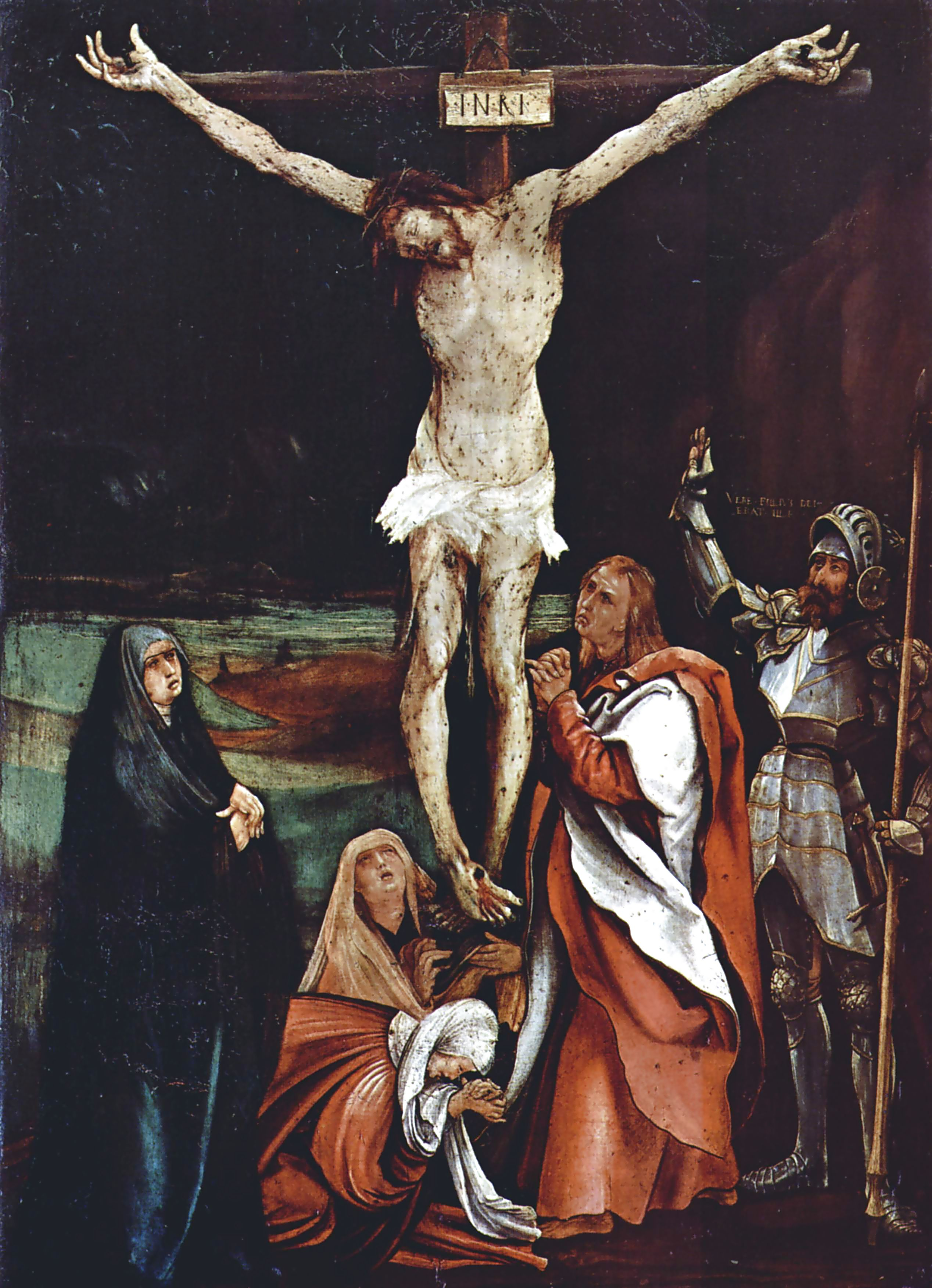
Маттиас Грюневальд. Распятие (ок. 1500—1508)

По приговору Понтия Пилата Иисус был распят за стенами Иерусалима на горе Голгофе. Согласно Евангелию от Иоанна, Иисус сам нёс свой крест, а согласно синоптическим евангелиям, крест нёс Симон.
Вместе с ним были распяты два разбойника.
Несмотря на тяжелейшие предсмертные страдания, уже на кресте Христос произнёс несколько фраз:
Отче! прости им, ибо не знают, что делают.(Лк. 23:34)
Покаявшемуся разбойнику сказал:
Истинно говорю тебе, ныне же будешь со Мною в раю.(Лк. 23:43)
Матери Своей:
Жено! се, сын Твой.(Ин. 19:26)
Ученику своему:
Се, Матерь твоя!(Ин. 19:27)
Жажду.(Ин. 19:28)
Элои! Элои! ламма савахфани? — что значит: Боже Мой! Боже Мой! для чего Ты Меня оставил?(Мк. 15:34)
Отче! в руки Твои предаю дух Мой.(Лк. 23:46)
Совершилось!(Ин. 19:30)
В момент смерти Иисуса померкло солнце, в Иерусалимском храме разодралась завеса, которая отделяла святое святых от остальной части храма, случилось землетрясение и воскресение многих усопших святых (Мф. 27:51—53).
После смерти Иисуса на кресте один из воинов воткнул ему в подреберье копьё (для удостоверении в его смерти).
Далее об этих воинах упоминается так:
некоторые из стражи, войдя в город, объявили первосвященникам о всем бывшем. И сии, собравшись со старейшинами и сделав совещание, довольно денег дали воинам, и сказали: скажите, что ученики Его, придя ночью, украли Его, когда мы спали; и, если слух об этом дойдет до правителя, мы убедим его, и вас от неприятности избавим. Они, взяв деньги, поступили, как научены были; и пронеслось слово сие между иудеями до сего дня.(Мф. 28:11—15)

#### Погребение и сошествие в ад
С разрешения Пилата тело Иисуса было взято Иосифом Аримафейским для погребения, которое он совершил вместе с Никодимом в ранее не использованной гробнице, которая была вырублена в скале, находившейся на земле в собственности Иосифа, около сада, близкого к Голгофе.
Согласно христианскому преданию, основанному на первом послании апостола Петра (1Пет. 3:18, 19), после погребения Иисус спустился в ад и, сокрушив его ворота, принёс в преисподнюю свою евангельскую проповедь, освободил заключённые там души и вывел из ада всех ветхозаветных праведников, в том числе Адама и Еву.

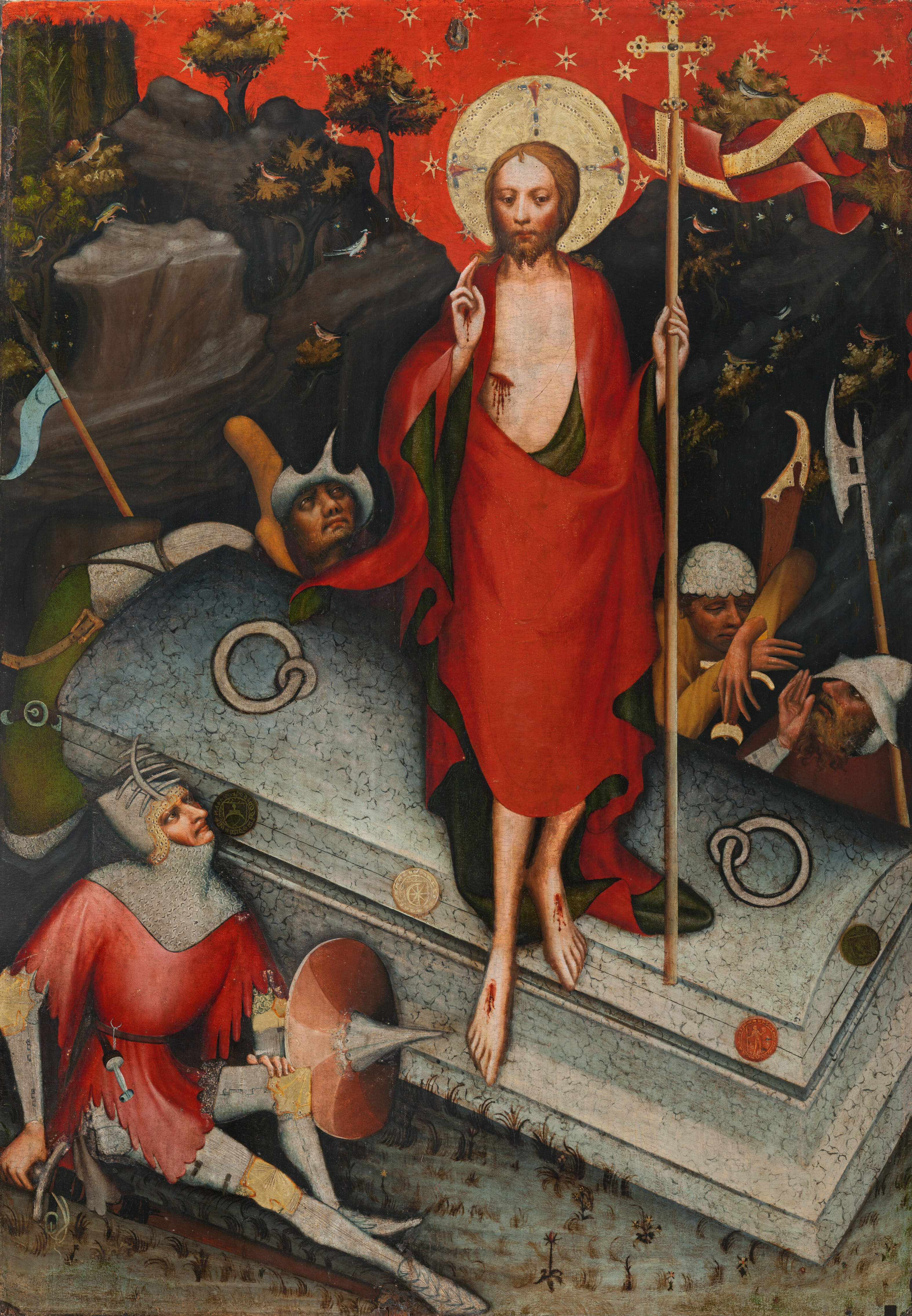
Воскресение Христово (створка Тржебоньского алтаря)

В православной иконографии на иконе Воскресения Христова изображается момент схождения Спасителя в ад и изведения из ада душ ветхозаветных праведников.
В католицизме чаще распространены изображения упавших, ослеплённых, перепуганных, оцепенённых воинов, напрасно стерегущих внезапно опустевший гроб Иисуса (Мф. 28:2—4).

### После воскресения
В Евангелиях описаны только события после воскресения Иисуса, но само воскресение не описано.
Воскресная стихира Октоиха указывает, что момент воскресения Иисуса (так же, как и моменты его воплощения и рождения) не видели не только люди, но даже ангелы. Этим подчёркивается непостижимость тайны Христа.

#### Явления ученикам
Момент обнаружения опустевшего гроба Христова в разных Евангелиях описан с различиями. Согласно Иоанну (Ин. 20:1—15), Мария Магдалина одна (по другим версиям, жен-мироносиц было больше) пришла после субботы к гробу Христа и увидела, что он пуст. Ей явились два ангела и сам Иисус, Которого она не сразу узнала, также явился некоторым из апостолов, которые также не сразу его узнали, потому что он был совершенно в другом обличии. Вечером Христос чудесным образом явился своим ученикам, среди которых не было Фомы Близнеца. Фома, пришедши, не поверил в рассказы о воскресении Спасителя, пока не увидел собственными глазами Иисуса и не потрогал руками раны от гвоздей на его теле и пробитые копьём рёбра Христа. При многократных явлениях верным своим последователям: в Иерусалиме, в его окрестностях, и на море Галилейском, воскресший Иисус обещал послать им Духа Святого и дал Великое поручение соблюдать все его наставления («соблюдать все, что Я повелел вам») и проповедовать его во всех странах и народах.
Воскресение Христа в христианстве считается самым радостным событием в истории человечества (как вариант — вместе с Рождеством). Оно вспоминается каждую богослужебную неделю в воскресенье, а также в честь него празднуется главный праздник богослужебного года — Воскресе́ние Христо́во (Пасха).

#### Вознесение
После своего воскресения Иисус в течение сорока дней являлся собранным вместе апостолам, укрепляя их веру в него. В сороковой день Христос ещё раз явился ученикам, подтвердил всё сказанное Им прежде и повёл их за город на гору Елеонскую. Апостолы ожидали от своего Учителя чего-то особенного:

…не в сие ли время, Господи, восстановляешь Ты царство Израилю? Он же сказал им: не ваше дело знать времена или сроки, которые Отец положил в Своей власти, но вы примете силу, когда сойдет на вас Дух Святый; и будете Мне свидетелями в Иерусалиме и во всей Иудее и Самарии и даже до края земли. Сказав сие, Он поднялся в глазах их, и облако взяло Его из вида их. И когда они смотрели на небо, во время восхождения Его, вдруг предстали им два мужа в белой одежде и сказали: мужи Галилейские! что вы стоите и смотрите на небо? Сей Иисус, вознесшийся от вас на небо, придет таким же образом, как вы видели Его восходящим на небо.
— Деян. 1:6—11

## Учение Иисуса

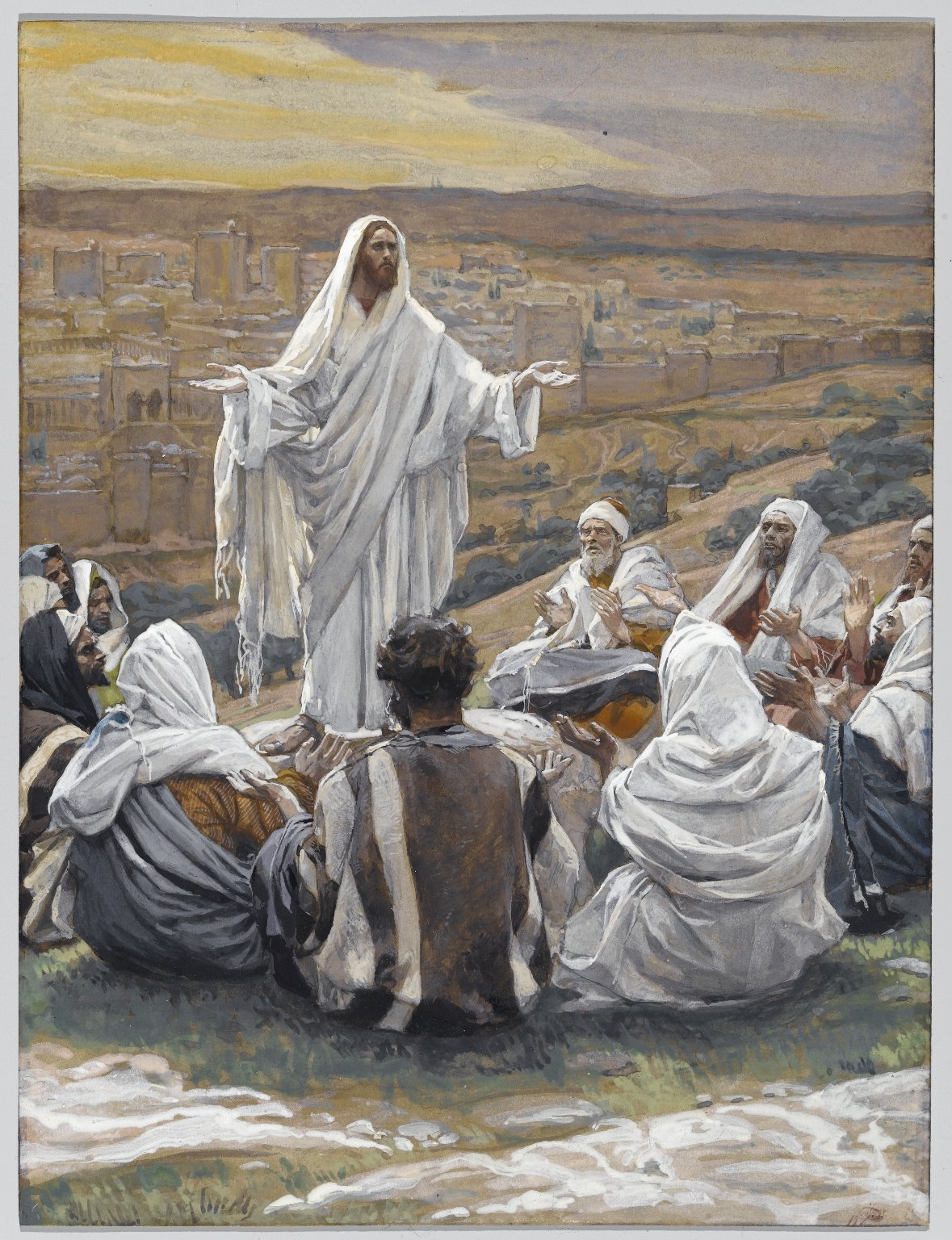
Джеймс Тиссо. Молитва Господня. Между 1886 и 1896

Согласно Евангелиям, проповеди Иисуса предшествовала проповедь Иоанна Крестителя, который возвещал скорый суд и призывал к покаянию и омовение, через что можно избежать Божией кары (Мф. 3:1—12; Лк. 3:3—17). Иоанн предвещает скорое пришествие Мессии; Матфей акцентирует внимание, что в Иисусе, который пришёл к нему креститься, Иоанн распознал Мессию (Мф. 3:13, 14).

### Весть о грядущем Царстве Божием
Согласно синоптикам, центральной частью проповеди Иисуса была весть о близком Царстве Божием (Мк. 1:15; Мф. 4:17; Лк. 10:9—11). Евангелия не раскрывают значение этого понятия подробно, речь идёт о полном владычестве Бога над землёй, когда силы зла будут побеждены.
Вопрос о сроках его наступления также является сложным. Евангелие от Марка утверждает, что до наступления Царства доживут некоторые современники Иисуса (Мк. 9:1; 13:30), однако автор этого Евангелия отмечает, что сам Иисус не знает об этом сроке (Мк. 13:32). По сообщению Матфея, вначале благовестие прозвучит среди всех народов (Мф. 28:19). Лука излагает сходный взгляд (Деян. 1:7), но в его Евангелии говорится, что Царство отчасти уже наступило с пришествием Мессии (Лк. 17:21). Евангелие от Иоанна говорит, что Царство придёт в неопределённом будущем (Ин. 21:21—23).

### Этическая составляющая
Марк говорит, что основной этический минимум задаёт Ветхий Завет: исполнение десяти заповедей (Мк. 10:19), при этом основой рассматривается любовь к Богу и ближнему (Мк. 12:31, 32). К числу специфических новаций относится отказ от таких социальных элементов, как развод (Мк. 10:2—12), богатство (Мк. 10:23—25), стремление к руководящей должности (Мк. 10:42, 43). Идеал в бессребренике, который отринул мирские блага и почести.
Матфей делает ещё больший акцент на том, что этическое учение Иисуса основывается на Ветхом Завете (Мф. 5:17—20), квинтэссенцией чего является золотое правило в его позитивной формулировке (Мф. 7:12). Основой считается преодоление негативных чувств по отношению к другим людям (Мф. 5:21—26) и любовь даже по отношению к врагам (Мф. 5:43—47). Если человек не прощает обидчиков, то и ему Господь не простит грехов (Мф. 18:35). Дозволяется принципиальный ответ на серьёзные проступки: если супруг изменил, развод всё же дозволен (Мф. 5:31, 32). Посредством нищеты духа (смирения), кротости, милосердия, активных миротворческий действий человек получит счастье и в этом мире, и в грядущем веке (Мф. 5:3—12).
Лука меньше акцентируется на преемственности этики с Ветхим Заветом, но так же называет золотое правило (Лк. 6:31). Его Евангелие тоже указывает на необходимость прощать людей и любить врагов (Лк. 6:27—38), однако больше, чем в других Евангелиях, в нём обличаются богатые (Лк. 6:24, 25). Для Евангелия от Луки также характерным является представлять Иисуса в качестве защитника обиженных и угнетённых.
В Евангелии от Иоанна не упомянуто о любви к врагам и мало затронуто поведение учеников в обществе, но подчёркивается их взаимная ответственность. Утверждается, что именно по взаимной любви нужно узнавать христиан (Ин. 13:35).

## Развитие христианских представлений
В христианских представлениях о личности, деятельности и крестной смерти Иисуса он считается Сыном Божиим, который принёс себя в жертву во имя искупления совершённого Адамом первородного греха, что тяготел над всем человечеством, и одновременно богочеловеком, в котором соединились божественная и человеческая природы. Эти представления соединяют различные теологические концепции: монотеистического иудаизма последних десятилетий периода Второго храма и синкретизма политеистических религий римско-эллинистического мира, развивавшихся в первые столетия новой эры. Синоптические Евангелия в целом остаются на почве иудаизма и еврейской культуры, но они заимствовали также мотивы политеистических религий, что особенно заметно в Евангелии от Иоанна и в более поздних христианских текстах: непорочное зачатие Девы Марии (которое сравнивают с сюжетом о деве Анат в угаритских текстах), искупительное самопожертвование либо принесение в жертву богов или полубогов другими богами (сравнивают с вавилонским Таммузом, египетским Осирисом, ханаанским Мотом, греческим Адонисом, хеттским Атисом) и их дальнейшее воскресение.

### Мессианские пророчества Ветхого Завета в христианстве

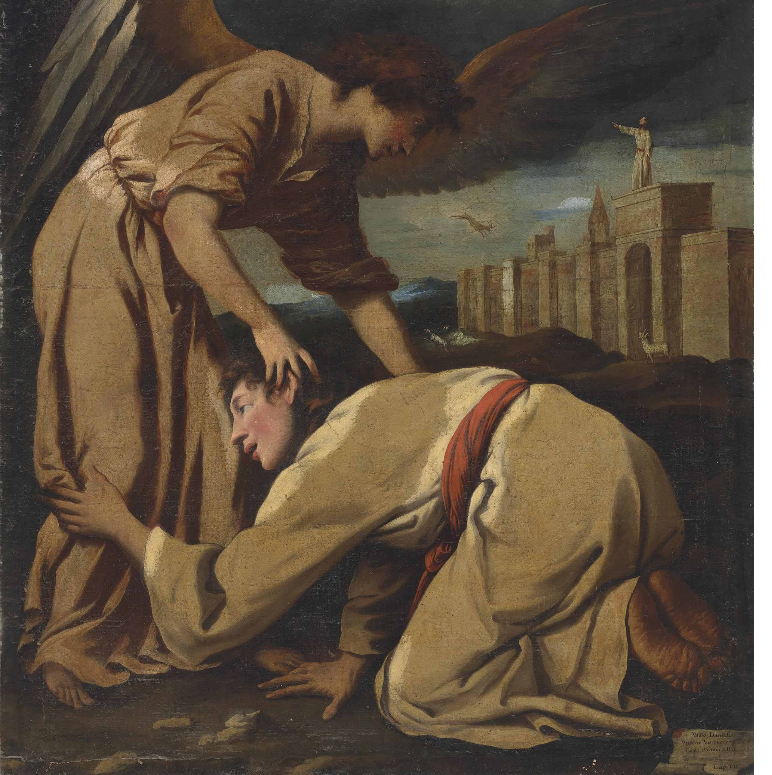
Пьетро делла Веккья. Видение Даниила

Иисус в христианстве — это Мессия, предсказанный в Ветхом Завете. Христианское богословие насчитывает в Ветхом Завете несколько сотен пророчеств о Христе: они указывают время его прихода, описывают его родословную, обстоятельства жизни и служения, смерти и воскресения из мёртвых. Например, Мессия должен быть потомком Авраама и Исаака, а также Давида (Лк. 3:23—38).

#### Время прихода Мессии
Согласно тексту Библии, Мессия должен прийти до утраты самоуправления и законодательства древней Иудеей.
В Книге пророка Даниила указан год прихода Мессии, исчисляя от указа о восстановлении Иерусалима:

Итак знай и разумей: с того времени, как выйдет повеление о восстановлении Иерусалима, до Христа Владыки семь седмин и шестьдесят две седмины; и возвратится [народ] и обстроятся улицы и стены, но в трудные времена.
— Дан. 9:25
Указанные 69 седьмин (сумма семи и шестьдесяти двух седьмин) рассматриваются как 483 года от выхода повеления о восстановлении Иерусалима и до пришествия Мессии. В последующих двух стихах предсказывается разрушение Иерусалима и Храма после смерти Мессии.

И по истечении шестидесяти двух седмин предан будет смерти Христос, и не будет; а город и святилище разрушены будут народом вождя, который придет, и конец его будет как от наводнения, и до конца войны будут опустошения.
И утвердит завет для многих одна седмина, а в половине седмины прекратится жертва и приношение, и на крыле [святилища] будет мерзость запустения, и окончательная предопределенная гибель постигнет опустошителя.
— Дан. 9:26, 27
Христиане считают, что пророчество о разрушении города и святилища исполнилось в 70 году н. э., когда Иерусалим и Храм были разрушены войсками римского военачальника Тита: таким образом, Мессия должен был прийти до этого разрушения. Согласно основным интерпретациям этого пророчества, пророчество о приходе Мессии исполнилось во время служения Иисуса, между его крещением и распятием.

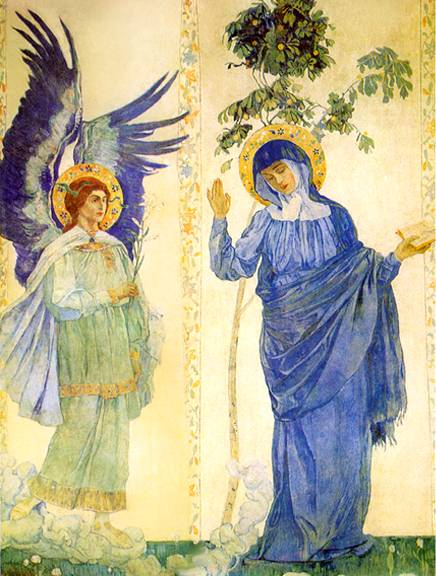
Нестеров М. В. Благовещение. Архангел Гавриил и Дева Мария

#### Жизнь, смерть и воскресение Мессии в пророчествах
Вера в то, что Мессия должен родиться от девы, основана на тексте Книги пророка Исайи (Ис. 7:14), по которому будущий победитель дьявола родится без семени мужчины. Это пророчество в христианской традиции условно называют «первоевангелием» — первой благой вестью.
Мессия должен быть оценён в тридцать серебряных монет, которые будут брошены на пол Храма (Зах. 11:12, 13).
Вера в то, что Мессия должен пострадать, опирается на ряд пророчеств. В этой связи наиболее известна 53 глава Книги пророка Исаии, которая содержит описание отвержения, страданий и смерти Мессии.
Вера в то, что Мессия воскреснет из мёртвых, основывается на Псалме 15, а также на завершающих стихах 53 главы Книги пророка Исаии, которые описывают жизнь Мессии после казни.
Оправдание от грехов связано с познанием Мессии (Ис. 53:11).
Соответственно этому, в Новом Завете жизнь Иисуса Христа описана как исполнение этих пророчеств и приводятся многочисленные цитаты этих пророчеств из Ветхого Завета, как евангелистами, так и самим Иисусом Христом.

### Природа Иисуса — христология
Согласно Новому Завету, Иисус именовал себя Сущим — имя Бога в Ветхом Завете (Ин. 8:25), единородным Сыном Бога (Ин. 3:18), Сыном Человеческим (Мф. 8:20). Большинство христианских конфессий утверждают, что Иисус Христос совмещает в себе две природы: божественную и человеческую, являясь и Богом, и человеком (Богочеловеком). При этом ряд течений христианства (монофизиты, монофелиты, монархиане и др.) указывали иные взгляды на сущность Иисуса.
По определению IV Вселенского Собора, в Иисусе Христе соединилась человеческая природа и Второе Лицо божественной Троицы «неслитно, непревращённо, неразделимо, неразлучимо», то есть во Христе Церковь признала две природы (божественную и человеческую), но одну личность — Бог Сын. Великие каппадокийцы подчёркивали, что Христос равен Богу Отцу и Духу Святому по Божеству и равен всем людям по человеческой природе.

### Учение о спасении —сотериология
Христос в христианстве стал ключевой фигурой. В Новом Завете он назван «единым посредником между Богом и человеками» (1Тим. 2:5).
Согласно пророчествам Ветхого Завета и учению Нового Завета, Сын Божий, воплотившись в человека, в Лице Иисуса Христа, взял на себя грехи всех людей, умер за них и является искупительной жертвой за грех. Люди, веря в его смерть и воскресение из мёртвых, обращаясь к нему с покаянием в своих грехах, получают прощение грехов и вечную Жизнь.

### Второе пришествие — эсхатология

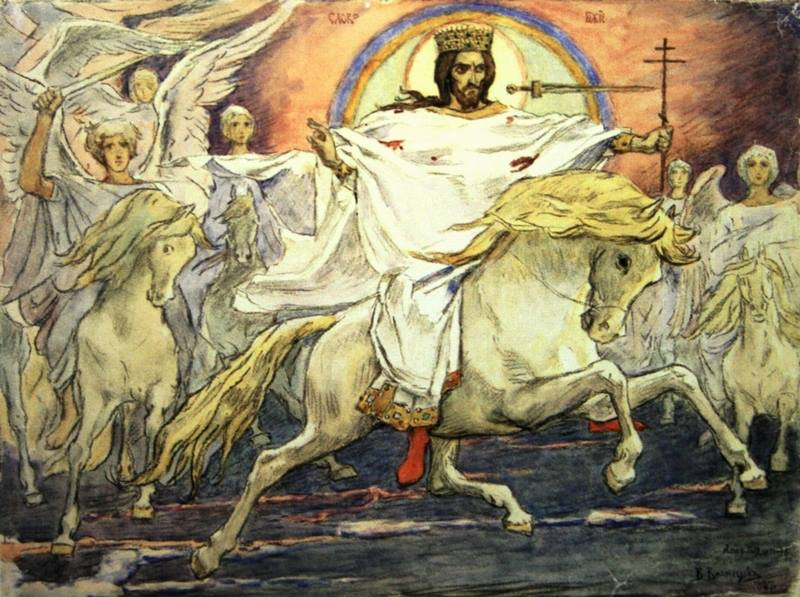
Васнецов В. М. Воинствующий Христос (1887)

Иисус многократно говорил о своём втором пришествии на землю (например, Мф. 16:27, 24:27, 25:31; Мк. 8:38; Лк. 12:40), а также образно о том, как будет происходить Страшный Суд:

Когда же приидет Сын Человеческий во славе Своей и все святые Ангелы с Ним, тогда сядет на престоле славы Своей, и соберутся пред Ним все народы; и отделит одних от других, как пастырь отделяет овец от козлов; и поставит овец по правую Свою сторону, а козлов — по левую.
— Мф. 25:31—46
О Втором пришествии ясно учат и апостолы (1Ин. 2:28; 1Кор. 4:5; 1Фес. 5:2—6).
Догмат о втором пришествии Иисуса Христа также зафиксирован в Никео-Цареградском Символе веры, в его 7-м члене:

И во единого Господа Иисуса Христа <...> опять имеющего прийти со славою судить живых и мёртвых, царству Которого не будет конца.Оригинальный текст (греч.)Πιστεύω εἰς ἕνα Κύριον Ἰησοῦν Χριστόν <…> πάλιν ἐρχόμενον μετὰ δόξης κρῖναι ζῶντας καὶ νεκρούς, οὗ τῆς βασιλείας οὐκ ἔσται τέλος.

Со слов Иисуса Христа (Ин. 5:26—29; Мф. 24:36—42) и апостола Павла, во время Второго пришествия произойдёт конец мира, затем воскресение всех мёртвых людей на последний Страшный Суд Иисуса Христа:

Ибо, как Отец имеет жизнь в Самом Себе, так и Сыну дал иметь жизнь в Самом Себе. И дал Ему власть производить и суд, потому что Он есть Сын Человеческий. Не дивитесь сему; ибо наступает время, в которое все, находящиеся в гробах, услышат глас Сына Божия; и изыдут творившие добро в воскресение жизни, а делавшие зло — в воскресение осуждения.
— Ин. 5:26—29

…потому что Сам Господь при возвещении, при гласе Архангела и трубе Божией, сойдет с неба, и мертвые во Христе воскреснут прежде; потом мы, оставшиеся в живых, вместе с ними восхищены будем на облаках в сретение Господу на воздухе, и так всегда с Господом будем.
— 1Фес. 4:16, 17

## С точки зрения других религий

### Иудаизм
В процессе расхождения между иудаизмом и христианством, в особенности после трансформации христианства в официальную религию Римской империи в IV веке, восприятие фигуры Иисуса раввинами становится всё более критическим по ряду причин: иудейских законоучителей не убеждали доводы в пользу его мессианства; в христианских странах иудеи подвергались преследованию; Христианская церковь нередко отрицала, что иудеи имеют завет с Богом, и занималась распространением антииудейских и антисемитских учений, например, обвинения в «богоубийстве». Эти причины были взаимосвязаны между собой: в условиях христианского антисемитизма и гонений иудеи считали невозможным видеть в Иисусе «избавителя Израилева».
В талмудической литературе эпохи Иисуса и в произведениях еврейских авторитетов непосредственно следующих за ним десятилетий Иисус не упоминается. Более поздние части Талмуда и Мидраш упоминают его в рамках полемики против христианства. Талмудическая и раввинистическая литература содержат лишь немногочисленные прямые или косвенные упоминания Иисуса или его действий, поскольку в эпоху формирования христианство привлекло внимания не больше других многочисленных в то время еврейских групп. Из того, что говорит об Иисусе Вавилонский Талмуд следует, что его воспринимали как на сбившегося с пути ученика законоучителей того времени.
Барайта в не подвергшемся цензуре издании Талмуда (Санх. 107б, Сота 47а) представляет Иисуса в роли чародея и соблазнителя, совращавшего людей с истинного пути, и утверждает, что за это, согласно требованию закона, его побили камнями, а затем повесили 14 нисана — дата, которая соответствует дате распятия Иисуса, указанной в Иоан. 19:14. Полемика в рамках проповедей и изречений амораев в III—IV веках против христианских догм (по которым Иисус считается Мессией, сыном Божьим и Богом), является реакцией на христологические толкования Святого Писания отцами церкви.
Почти во всех изданиях эти высказывания изъяла цензура или завуалировала так, чтобы интерпретировать как не относящиеся к Иисусу. По мере распространения христианства весь еврейский народ начинает изображаться в церковной литературе как народ-богоубийца. Масштабные преследования евреев средневековья привели к тому, что образ Иисуса в сознании евреев стал символом бедствий народа и в еврейском фольклоре получал всё более негативные черты. Из опасений перед репрессиями со стороны христианских властей, лишь немногие такие высказывания, были зафиксированы письменно. Таким письменным памятником является, например, «Ха-ма‘асе бе-талуй» («История о повешенном»), в различных вариантах распространённая среди евреев с XII века.
Маймонид писал:

Злоумышленник этот был Йешуа из Ноцрата — еврей. Хотя отец его был нееврей и только мать была еврейка, закон гласит, что родившийся от нееврея (даже раба) и дочери Израиля — еврей. Имя же, которым его нарекли, потворствовало его безмерной наглости. Он выдавал себя за посланца Божьего, который явился, чтобы разъяснить неясности в Торе, утверждая, что он Машиах, обещанный нам всеми пророками. Его истолкование Торы, в полном соответствии с его замыслом, вело к упразднению её и всех её заповедей и допускало нарушение всех её предостережений. Мудрецы наши, благословенна их память, разгадали его замысел прежде, чем он достиг широкой известности в народе, и поступили с ним так, как он того заслуживал.— Рамбам. ч. 1 // Послание в Йемен, или Врата Надежды.
Для современного иудаизма личность Иисуса не имеет религиозного значения и признание его мессианской роли и, соответственно, использование титула «Христос» по отношению к нему неприемлемо.
Современное синкретическое движение мессианский иудаизм признаёт Иисуса еврейским Мессией.

### Индуизм
Некоторые[кто?] индуисты считают, что Иисус был аватарой или садху, и указывают на сходство между учением Кришны и Иисуса. Парамаханса Йогананда в «Автобиографии йога» утверждал, что Иисус был реинкарнацией Елисея и учеником Иоанна Крестителя, который, в свою очередь, был реинкарнацией Илии.

### Буддизм
В Центральной и Юго-Восточной Азии распространено верование, что Иисус путешествовал в этих землях.
В буддизме есть несколько точек зрения на Иисуса. Некоторые буддисты, в том числе Далай-лама XIV, считают, что Иисус — бодхисаттва, который посвятил свою жизнь на благо людей. Учитель Дзен XIV века Гэсан, услышав несколько высказываний Иисуса из Евангелия, заметил, что тот был просветлённым человеком и весьма близким к буддизму.

### Ислам

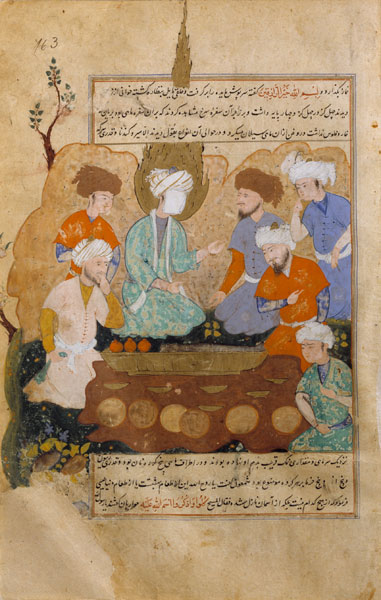
Иса (Иисус) с апостолами. Ислам запрещает изображать лицо небесных посланников

В исламе Иисус (араб. عيسى‎ ‘Иса) под именем Иса ибн Марьям почитается как приближённый и посланник Аллаха, и как один из пяти главных пророков (наряду с Адамом, Моисеем и др.). Об Исе говорится как об аль-Масихе, то есть Мессии. Ему было ниспослано откровение — Инджиль («Евангелие от Иисуса Христа»).
Согласно Корану, иудеи «не убили его и не распяли, а это только показалось им … Аллах вознёс его к Себе».
В Дамаске один из трёх минаретов мечети Омеяйдов (тот, что расположен с юго-восточной стороны), носит имя Иса ибн Марьям. Согласно пророчеству, именно по нему накануне Страшного Суда с небес на землю сойдёт Иисус Христос.
Об Исе говорится лишь в двух источниках: Коран и сборники хадисов, которые появились примерно 600 лет спустя после событий исторического Иисуса и являются высказываниями Мухаммеда.

### Мормонизм
Мормоны отождествляют Иисуса Христа с Иеговой Ветхого Завета и считают, что именно он, действуя под руководством Бога-Отца, сотворил Землю согласно словам Нового Завета: «Всё чрез Него начало быть, и без Него ничто не начало быть, что начало быть» (Ин. 1:3).
Мормоны признают новозаветную историю рождения, жизни, распятия и воскресения Иисуса Христа. Мормонизм, как и традиционное христианство, признаёт Иисуса Христа Сыном Божиим, Мессией, Спасителем человечества, выступающим посредником между Богом и людьми. Он отдал свою жизнь, чтобы искупить грехи рода человеческого.
Мормоны считают, что после воскресения Иисус Христос являлся людям в Америке, о чём повествует Книга Мормона. Они считают, что Иисус Христос будет править на Земле в последнюю тысячу лет её существования.
Мормоны утверждают, что первоначальная церковь, основанная Иисусом Христом, исчезла во II веке и была восстановлена лишь в первой половине XIX века. Основателем Церкви Иисуса Христа Святых последних дней был Джозеф Смит.

### Свидетели Иеговы
Свидетели Иеговы считают Иисуса Христа Сыном Бога, но не Богом или Творцом. В их понимании, согласно Библии, Бог Отец не имеет ни начала ни конца (Псалом 89:3), в свою очередь Иисус является тем, кого Отец сотворил самого первого: «Он — образ невидимого Бога, первенец из всего творения» (Колоссянам 1:15, НМ). Иисус подчинён Отцу и не равен ему, в подтверждение чего приводятся слова: «…Отец Мой более Меня» (Ин. 14:28). Также свидетели Иеговы считают, что согласно Библии (Даниила 10:13,21; 12:1 и Откровение Иоанна 12:7) Иисус Христос до своего прихода на землю был Архангелом Михаилом, а затем, после воскресения, снова обрёл прежнюю духовную природу ангела, то есть став духовной личностью, второй во Вселенной, после Отца. Кроме того, они верят, что Иисус был распят не на кресте, а на столбе без горизонтальной перекладины, и, соответственно, не используют символику креста в поклонении Богу, как и какие-либо другие изображения (Исход 20:4,5). Также они считают, что, согласно пророчествам, Иисус в настоящее время является Царём Царства Бога, установленного в 1914 году (Даниила 7:13, 14), и осуществляет руководство над делом проповеди Благой Вести, которое ещё при жизни заповедовал своим последователям (Матфея 28:19, 20; 24:14).
Вероучение свидетелей Иеговы о том, что Христос был сотворён когда-то во времени, находясь в противоречии с христологией подавляющего большинства христианских конфессий, напоминает одно из ранних (IV—VI вв.) ответвлений в христианском богословии — арианство (отвергнуто на первом и на втором Вселенских соборах).

### Гностицизм
В гностицизме, как и в раннем христианстве, не было единого представления об Иисусе Христе, что обуславливалось множеством различных учений.
Так, например, в апокрифе «Премудрость Иисуса Христа» Иисус вообще отсутствует (это имя стоит только в заголовке), а Спаситель, Христос, является сыном Человека, который был явлен Богом-Отцом как его образ, чтобы через него — Человека! — люди обрели спасение. Обыграв евангельское выражение «Сын Человека» (как утверждает А. И. Еланская, доктор филологических наук, почётный президент Международной ассоциации коптологов, перевод «человеческий» был сделан именно для того, чтобы избежать подобной персонификации), гностики ввели образ Человека в свою систему. Что касается самого Иисуса Христа, то он был разделён на две разные сущности. Так, в валентинианской системе Человек входит в Огдоаду, Восемерицу высших Эонов, а два из этих Эонов, Ум и Истина, породили Христа и Святого Духа (женскую ипостась Христа), в то время как Иисус Спаситель — тринадцатый Эон, рождённый всей Плеромой (совокупностью) Эонов.
Евангельский образ Христа Спасителя широко использовался гностиками для изложения своих воззрений, которые они вкладывали в его уста. Гносис, тайное знание, могло быть получено, естественно, только путём откровения, и у гностиков часто такие откровения являет Христос своим ученикам, либо кому-то из них лично (различные «Евангелия от…», «Апокриф Иоанна» и т. п.), либо собранию своих учеников. Жанр беседы Христа с учениками пользовался популярностью и среди многих христиан, что объясняется естественной неудовлетворённостью скупыми сведениями об учении Иисуса Христа, содержащимися в канонических текстах. Лейтмотивом этих откровений было то, что нередко высказывается там самим Христом, а именно что в земной жизни он говорил притчами, а теперь будет говорить с учениками «откровенно, без притч» и откроет им всю истину.
Профессор Гарвардской школы богословия Карен Кинг предполагает, что она обнаружила упоминание жены в словах Иисуса Христа на коптском папирусе, датируемом IV веком нашей эры. «Иисус сказал им: моя жена», — говорится в ранее неизвестном фрагменте.
Мандеи, почитающие Иоанна Крестителя как величайшего пророка, рассматривают Иисуса как ложного пророка ложного еврейского бога Ветхого завета Адонай и отвергают, подобно Аврааму, Моисею и Мухаммеду.
Согласно манихейству, Иисус был одним из важнейших пророков и сверхчеловеческим существом, но всё же не равным Богу (Свету).

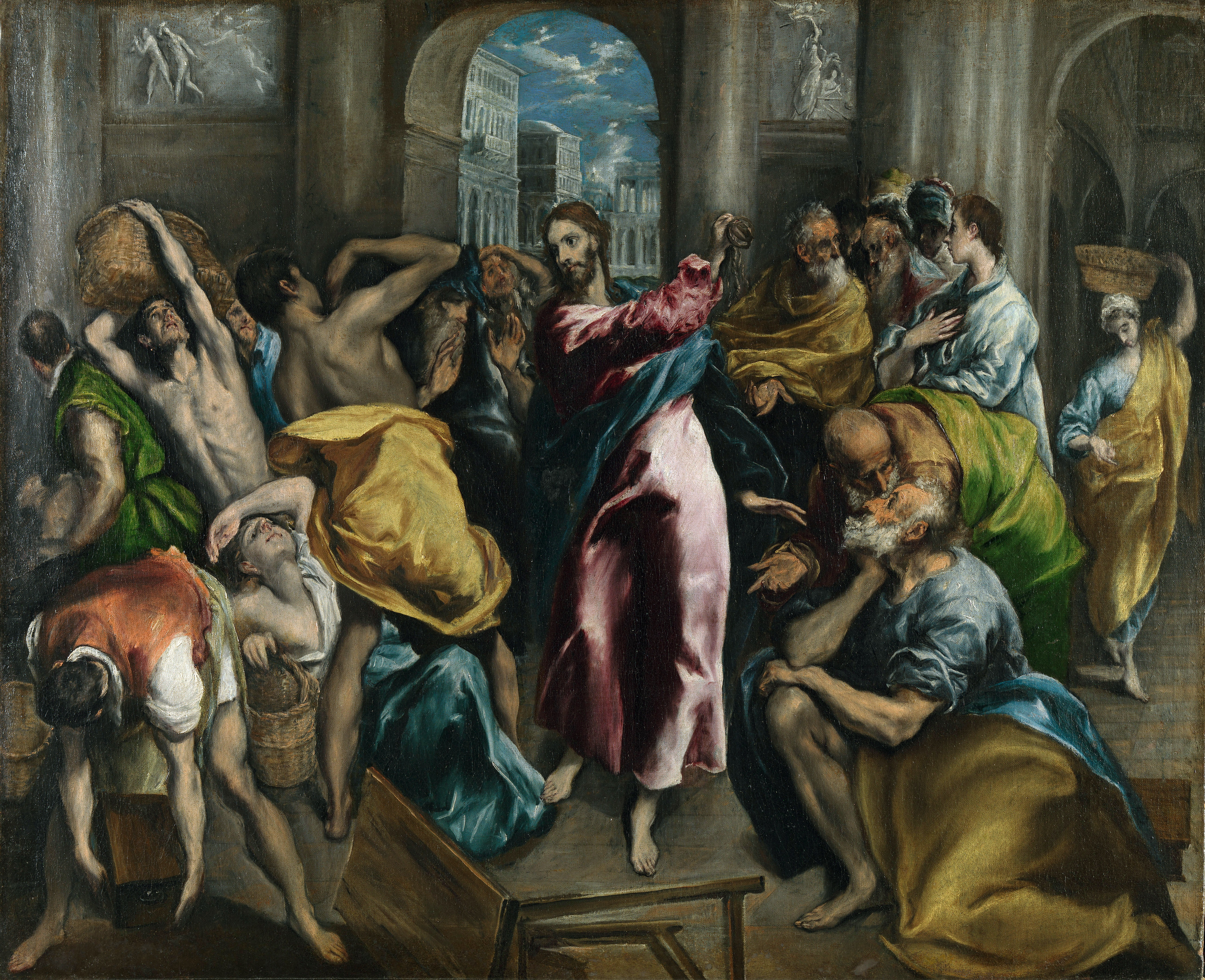
Эль Греко. Изгнание торгующих из Храма

### Негативные оценки в Евангелиях
Наряду с позитивными обращениями, различные лица именовали его:
- злодеем (Ин. 18:30; Лк. 22:37; Мк. 15:28);
- развратителем народа (Лк. 23:2);
- самозванцем (Ин. 8:13);
- сумасшедшим (Мк. 3:21 — мнение «ближних Его»: в оригинале греч. ἐξέστη — дословно — «вне себя»);
- богохульником (Мк. 2:7; Мк. 14:64; Мф. 9:3).

Христианство рассматривает подобное отношение к Иисусу как исполнение пророчеств Ветхого Завета. В частности, пророчество Исаии:
«Он был презрён и умалён пред людьми, муж скорбей и изведавший болезни, и мы отвращали от Него лице своё; Он был презираем, и мы ни во что ставили Его» (Ис. 53:3).

### Античные авторы
Иногда Иисус отождествлялся (например — Цельсом) с Йешу бен Пантира, сыном римского солдата Пандиры и парикмахерши (завивающей волосы женщинам [מגדלא נשיא‎], по-еврейски megadela, намёк на евангельскую Марию Магдалину).
Писатели других религий относились к христианству либо с равнодушием, как Иосиф Флавий, либо с враждебностью, как Публий Корнелий Тацит, Плиний Младший, Лукиан и Цельс. Последние писали о христианстве как о преступной секте. По мнению ряда критиков, если бы перечисленные авторы упоминали Иисуса, то он стал бы еретиком.

## Внешний облик

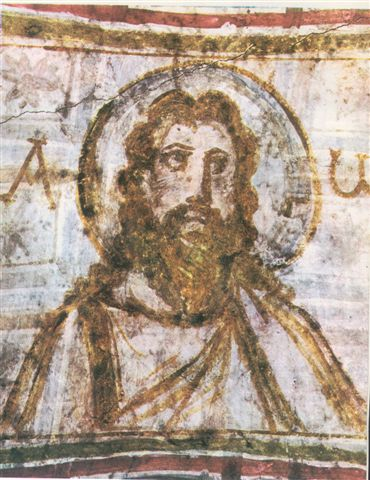
Одно из первых изображений Иисуса Христа с нимбом. Фрагмент росписей римских катакомб, IV век

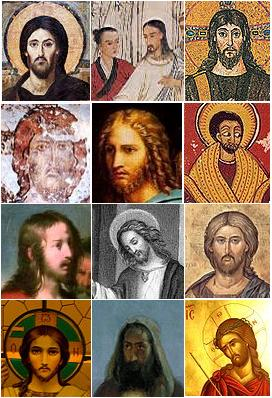
Различные изображения Иисуса Христа в мировой культуре (см. также Иконография Иисуса Христа)

Самые ранние христианские писатели не описывали внешность Иисуса Христа.
Ведущий богослов II века Ириней Лионский, цитируя апостола Иоанна, так выразил представление Отцов Церкви о воплощении Христа: «Слово Божие стало плотию … чтобы разрушить смерть и оживотворить человека».

Стоит заметить, что римский философ II века Цельс в своём сочинении «Правдивое слово» (2-я половина II века) среди критических высказываний в адрес христианства бегло упоминал и о внешности Иисуса: 
Раз в теле [Иисуса] был дух божий, то оно должно было бы резко отличаться от других ростом, красотой, силой, голосом, способностью поражать или убеждать; ведь невозможно, чтобы нечто, в чём заключено больше божественного, ничем не отличалось от другого; а между тем [тело Иисуса] ничем не отличалось от других и, как говорят, не выделялось ростом, красотой, стройностью.
Отец церковной истории Евсевий Памфил, на рубеже III—IV веков, рассказывая о виденной бронзовой статуе Христа, неодобрительно отзывается об изображениях Христа и Апостолов:
Я ведь рассказывал, что сохранились изображения Павла, Петра и Самого Христа, написанные красками на досках. Естественно, что древние привыкли, особенно не задумываясь, по языческому обычаю, чтить таким образом своих спасителей.
В IV веке христианство стало государственной религией Римской империи, его идеология сместилась от ветхозаветного канона, описывающего Мессию Христа как принявшего на себя (в том числе внешне) все язвы человечества, в сторону прославления одухотворённого прекрасного образа Спасителя. Появились сочинения с подробным описанием облика Христа, в том числе датируемые временем его жизни (письмо Публия Лентула), которые следовали уже сложившейся в иконографии традиции.

### В Библии
В Новом Завете многие воспринимают Христа как обычного человека, странника, сына простого плотника:
«Не Иосифов ли это сын?» (Лк. 4:22).
«Не плотник ли Он, сын Марии, брат Иакова, Иосии, Иуды и Симона?» (Мк. 6:3).
«Иудеи сказали Ему в ответ: не за доброе дело хотим побить Тебя камнями, но за богохульство и за то, что Ты, будучи человек, делаешь Себя Богом» (Ин. 10:33). Поэтому его обвиняют в богохульстве за то, что Он назвал Себя Сыном Божьим (Мк. 14:61, 62; Ин. 10:33).
В Откровении даётся описание преображённого образа Христа: «Я увидел подобного Сыну Человеческому, облеченного в подир и по персям опоясанного золотым поясом. Глава Его и волосы белы, как белая волна, как снег; и очи Его — как пламень огненный… и лице Его — как солнце, сияющее в силе своей» (Откр. 1:12—16).
В Ветхом Завете, в пророчестве Исаии о будущем Мессии, призванном принять на себя грехи человечества и обезобразиться этим, говорится:
«Нет в Нём ни вида, ни величия; и мы видели Его, и не было в Нём вида, который привлекал бы нас к Нему» (Ис. 53:2).
Эти слова цитировал для описания не столько внешности, сколько символического облика страдающего Иисуса Юстин Мученик во II веке. Подробнее см. Муж скорбей.

### Христианские каноны в изображении
Историю создания первого портрета Иисуса Христа передал в виде Предания один из последних Отцов Церкви Иоанн Дамаскин:

Царствовавший в эдесском городе Авгарь [Авгарь V бар Ману Уккама] послал живописца нарисовать похожее изображение Господа. Когда же живописец не мог этого сделать по причине сиявшего блеска лица Его, то сам Господь, приложив кусок материи к своему божественному и животворящему лицу, напечатлел на куске материи Свой образ и при таких обстоятельствах послал это Авгарю по его желанию.
— Иоанн Дамаскин. Точное изложение православной веры, IV:16. Азбука веры.
Икона Спаса Нерукотворного — канон для написания лика Христа — была написана, по легенде, с этого куска материи.
Впервые об иконах с изображением Христа, изготовленных сектой карпократиан, упоминает во 2-й половине II века Ириней Лионский.
Изображение Христа на иконах, фресках и мозаиках с ранних времён следует определённому прототипу, несколько видоизменяясь в соответствии с развитием техники живописи и местными условиями. По описанию канонического облика Христа и историчности его образа см. статью Иконография Иисуса Христа.
В VIII веке набрало силу религиозно-политическое движение против культа почитания икон и других изображений Христа и святых (иконоборчество).
Результатом этого движения, повторявшегося и позднее, стало уничтожение тысяч икон, мозаик, фресок, статуй святых и расписных алтарей во многих храмах.
Однако в конечном итоге победили последователи иконопочитания.
На VII Вселенском соборе в 787 году был установлен догмат вселенской христианской церкви — иконопочитание.
Основная мысль иконопочитания: «Честь, воздаваемая образу, переходит на Первообраз».

### Современные исследования

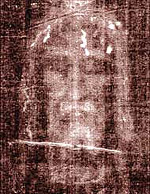
Изображение лица на Туринской плащанице (негатив)

Существует версия, что лик и тело Иисуса в момент его воскресения из мёртвых чудесным образом оказались запечатлёнными на Туринской плащанице.
Туринская плащаница представляет собой часть древнего полотна чуть больше четырёх метров в длину и метра в ширину с отпечатком человеческого тела. По евангельскому рассказу Иосиф Аримафейский, попросил у Пилата тело умершего Христа, «обвил плащаницею, и положил Его во гробе, который был высечен в скале, и привалил камень к двери гроба» (Мк. 15:46).
Независимые исследования, проведённые методом радиоуглеродного анализа, датировали возраст Туринской плащаницы в диапазоне XII—XIV веков.
Литературную реконструкцию образа Спасителя предложил главный научный сотрудник Государственного Эрмитажа Б. В. Сапунов а своей «Земная жизнь Иисуса». Образ Христа воссоздан по методу так называемой «Теории свидетельских показаний», используя агиографические тексты из известных источников: «Послание к Византийскому императору Феофилу» (829—842), «Житие Андрея Первозванного» монаха Епифания (IX век) и так называемое «Письмо проконсула Лентула императору Тиберию и Римскому Сенату» (см. цитаты из источников в Иконография Иисуса Христа). По описанию Сапунова был составлен фоторобот.
Как светские, так и церковные историки считают достаточно подробное описание внешности Христа в указанных источниках не связанным с отображением реального облика Христа и, вероятно, основанным на сложившейся в иконографии стилистикой изображения Христа. Например, Чарльз Хаккетт, директор отдела епископальных исследований Богословской школы им. Кандлера (Атланта), полагает, что «он, видимо, был гораздо больше похож на смуглого (в оригинале „a darker-skinned“ — темнокожего) семита, чем привыкли изображать на Западе». В 2001 году палеоантрополог Ричард Нив (Richard Neave) восстановил внешний вид одного из жителей Галилеи по черепу, найденному в местной пещере.

## Мощи Христа

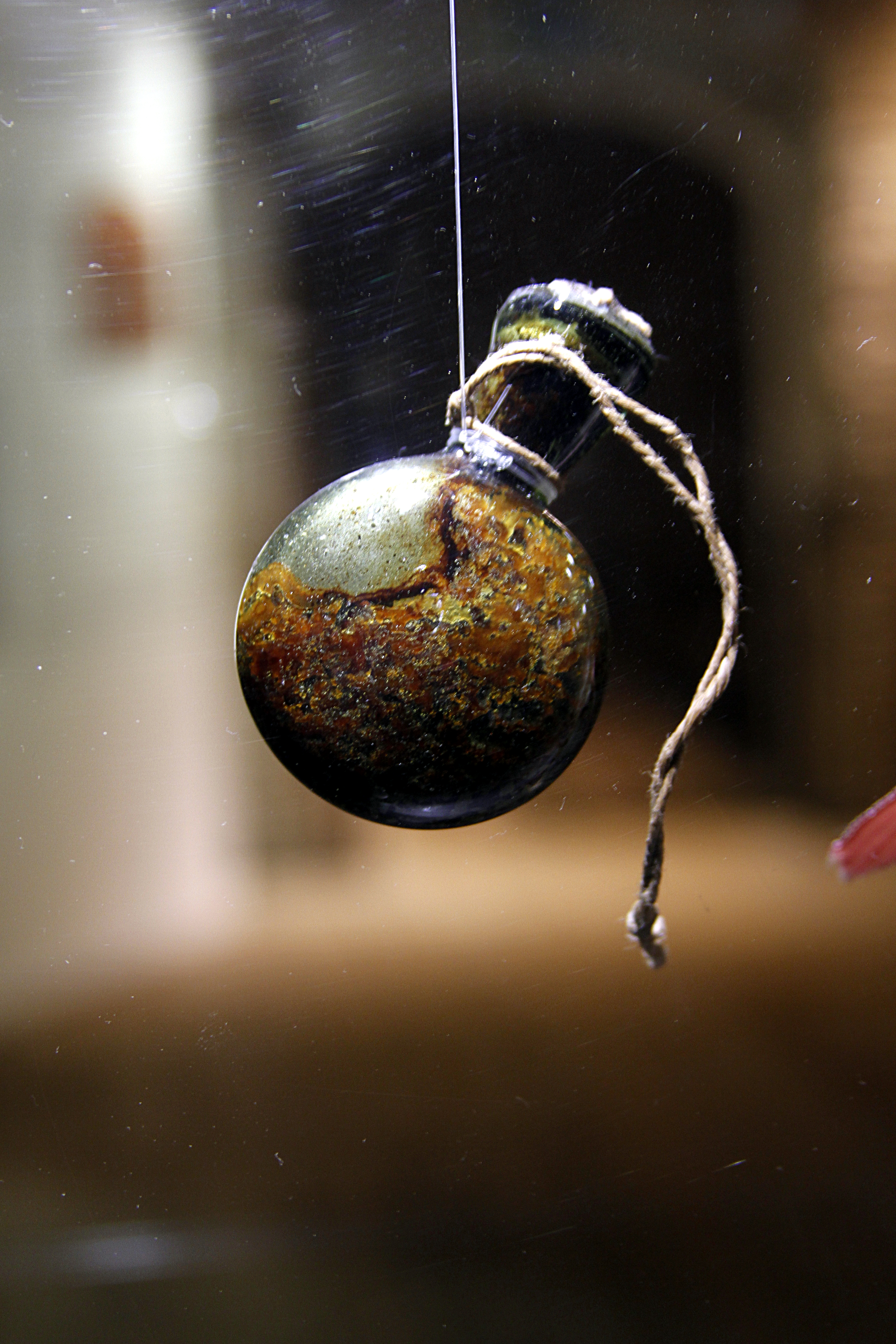
Пузырёк со святой кровью Христа в Санта-Мария-делла-Скала, Сиена. Фотография 2016 года

В начале XX века Эмиль Нурри приводил набор частиц, относящихся к Иисусу Христу, на обладание которыми претендовали монастыри и храмы Католической церкви. Он сообщал, что некоторые из этих частиц выставлялись для поклонения. В список входили:
- молочный зуб, выпавший в 9 лет из рта Иисуса, находившийся в аббатстве Святого Медарда в Суасоне;
- святые слёзы, пролитые Христом при оплакивании Лазаря, находившиеся в Троицком аббатстве[англ.] в Вандоме (согласно преданию они были подарены императором Михаилом IV Пафлагонским Жоффруа II Мартелю в благодарность за то, что последний прогнал сарацин из Сицилии);
- пупы Иисуса в Клермоне и Шалон-ан-Шампане;
- кровь Христа, собранная Лонгином Сотником, находилась в Мантуе, Риме, Вайнгартене;
- кровь, собранная Никодимом, находилась в Ла-Рошеле, Бек-Эллюене[англ.], Фекане, Сарзанне, Галле;
- кровь, собранная Марией Магдалиной, находилась в церкви святого Максимина в Провансе и в Нефви-Сэн-Сэпюлькре;
- волосы бороды, волосы с головы и ногти Христа;
- несколько крайних плотей Христа, находились в Куломбе[фр.], в церкви Иоанна Латеранского в Риме, в Калькате и в Шарру[англ.].

В Православной церкви также существовали подобные объекты. Например, Константинопольский патриарх Иеремия поднёс русскому царю Фёдору Ивановичу золотую панагию, в которой находились: кровь Христова, часть ризы Христовой, часть от копья, часть от трости, часть от губы, часть от тернового венца, да сверх того он поднёс государю три пуговицы от ризы Пречистой Богородицы. Объектом поклонения была большая бутылка с кровью Христа, находящиеся в Москве, в Благовещенском соборе.

## В искусстве
Исключительно широко образ Иисуса Христа представлен в произведениях искусства и литературы.

### Литературные произведения
Первыми произведениями об Иисусе были работы трёх евангелистов-синоптиков — Евангелия от Марка, Матфея и Луки, которые были написаны в 50—60-х годах н. э.
Приблизительно в это же время были написаны послания апостолов Иакова, Петра и Павла.
В конце I века были написаны послания апостола Иоанна и Евангелие от Иоанна.
На рубеже I и II века возникло много апокрифических произведений, в которых образ Иисуса и его вероучение значительно отличались от описанного в канонических книгах Нового Завета.
Церковь признала подложность этих произведений, но не все из них были отвергнуты как еретические; некоторые повлияли на формирование «Священного Предания».
Наиболее известный из апокрифов об Иисусе Христе — так называемое «Евангелие детства», полное название которого в рукописях — «Сказание Фомы, израильского философа, о детстве Христа».
Иешуа Га-Ноцри — реконструируемая исходная форма евангельского имени Иисуса Христа — встречается в различных художественных произведениях, в том числе в одноимённой пьесе XX века Сергея Чевкина, в средневековом антихристианском памфлете «Толедот Йешу» и романе «Мастер и Маргарита» Михаила Булгакова (1966).

### Изображения Иисуса Христа
В раннехристианские времена часто использовались аллегорические изображения Христа в виде ягнёнка — агнца (Ин. 1:29); пеликана (символ милосердия, разорвал себе грудь, чтобы кровью накормить птенцов); дельфина (спаситель утопающих), пронзённого трезубцем; ягнёнка под якорем, символизирующим крест; рыбы (ихтис). Но особой популярностью пользовался образ «Доброго Пастыря» — пастуха, несущего заблудшую овцу на плечах. Постановлениями Пято-Шестого (Трулльского) собора в 692 году аллегорические изображения Христа были запрещены.
Близкие традиционным иконописным образам изображения Христа известны уже по римским катакомбам. Своё развитие иконография Спасителя получила во фресках и мозаиках христианских церквей Восточной и Западной Римских империй.

#### В иконописи

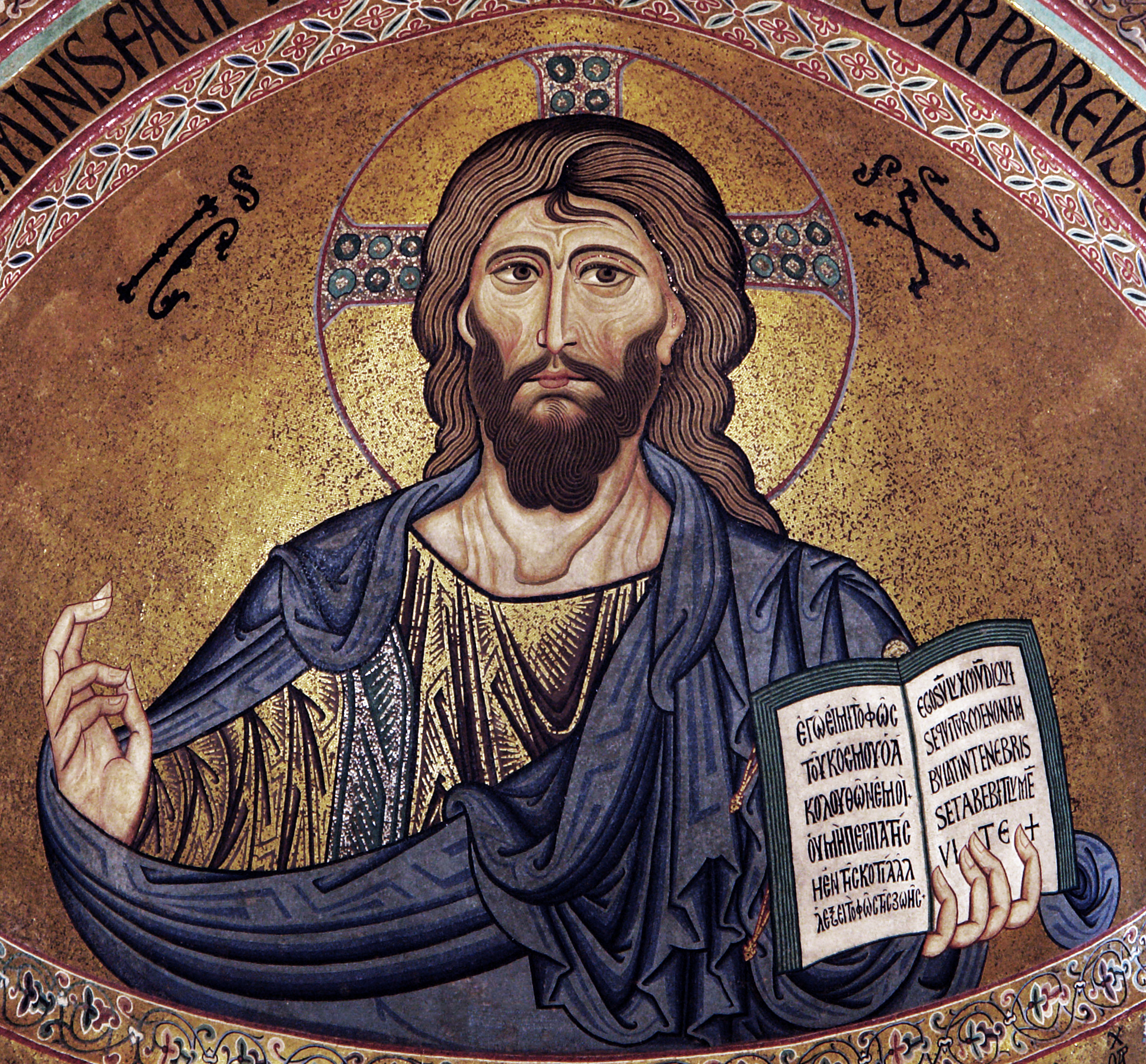
Византийская мозаика Спаса Вседержителя, Собор в Чефалу, Сицилия, около 1131

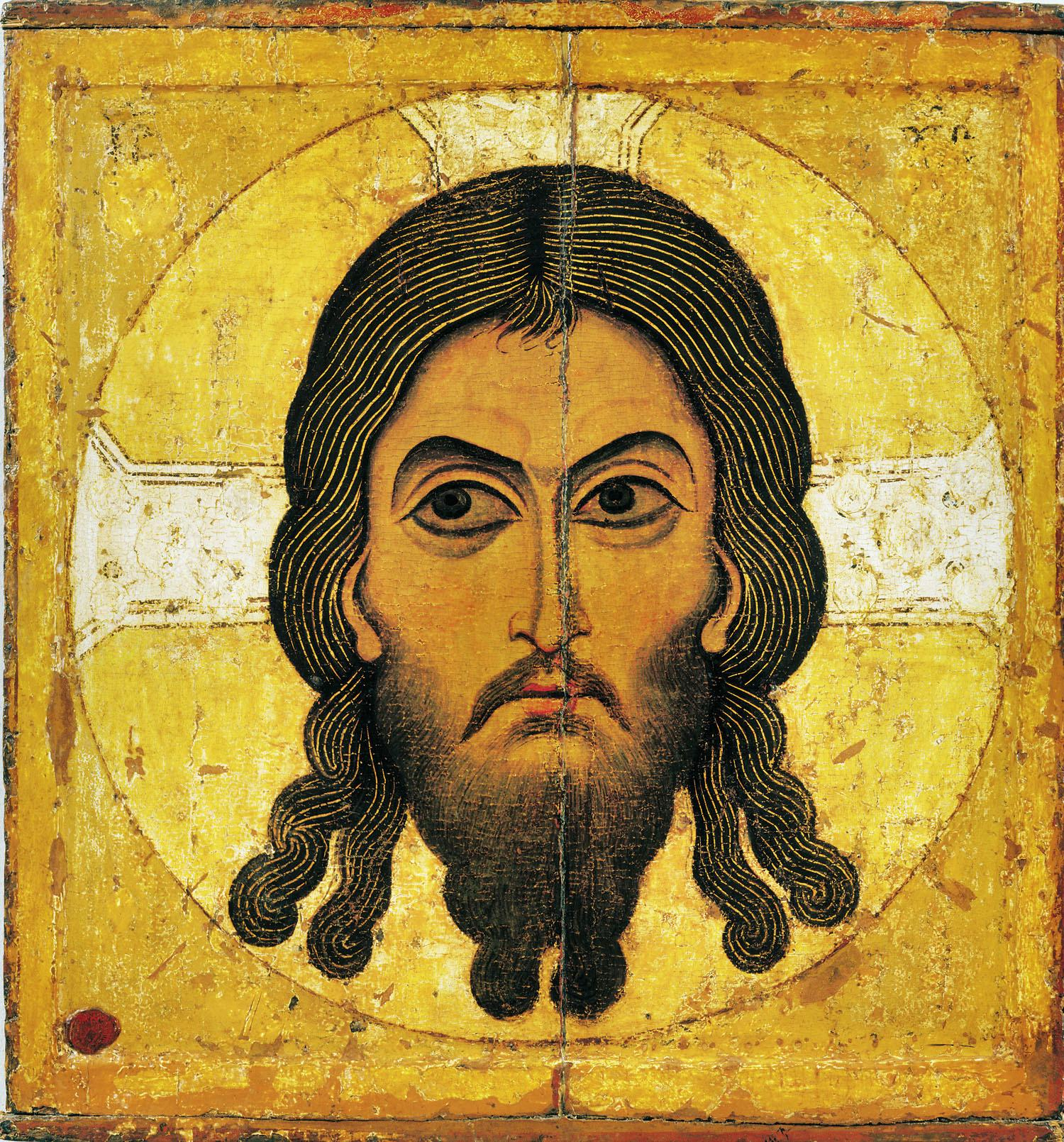
Спас Нерукотворный, новгородская икона XII века

В иконописи первые сохранившиеся станковые изображения известны с VI века, в то же время предание относит некоторые образы, например Спас Нерукотворный, к евангельским временам.
В раннем христианстве было большее разнообразие в изображениях Иисуса, но постепенно в христианской иконографии закрепился канонический облик Иисуса. В православной и католической иконографии постепенно сформировались несколько основных типов изображения Христа, представляющий его лик. В православной иконографии основными типами являются Спас Вседержитель (Пантократор) и Спас Нерукотворный.

#### В живописи
Во времена Высокого Ренессанса и протестантской Реформации, которая, особенно в первые десятилетия своего существования, яростно выступала против идолопоклонства, живописные изображения Иисуса вышли за рамки традиций иконографии и уже рассматривались (особенно в протестантской среде) просто как произведения искусства, вне их религиозного предназначения. Постепенно образ Иисуса стал приемлемым для большинства протестантов, изображавших его стандартную внешность. Католическая контрреформация подтверждала важность искусства в оказании помощи верующим и способствовала повсеместному изображению образа Христа, также в стандартном виде.

#### В скульптуре
В католицизме и православии объёмные изображения (скульптурные или рельефные) Иисуса часто встречаются в виде распятия. Скульптуры Иисуса являются традиционным предметом интерьера католических храмов, но отсутствуют в современных православных храмах. Рельефные и скульптурные изображения Иисуса могут использоваться для украшения экстерьера католических храмов. Скульптурные композиции на сюжет страданий Христа устанавливаются также в католических кальвариях.
В настоящее время наиболее известной скульптурой Иисуса является Статуя Христа-Искупителя в Рио-де-Жанейро (Бразилия).

Статуи Иисуса Христа в странах мира
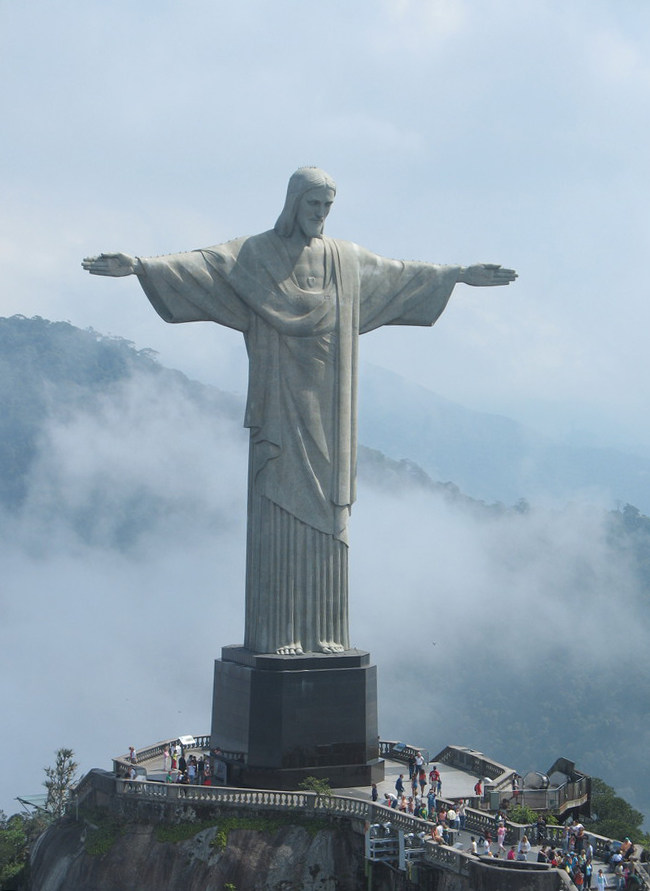
Статуя Христа-Искупителя в Рио-де-Жанейро, Бразилия
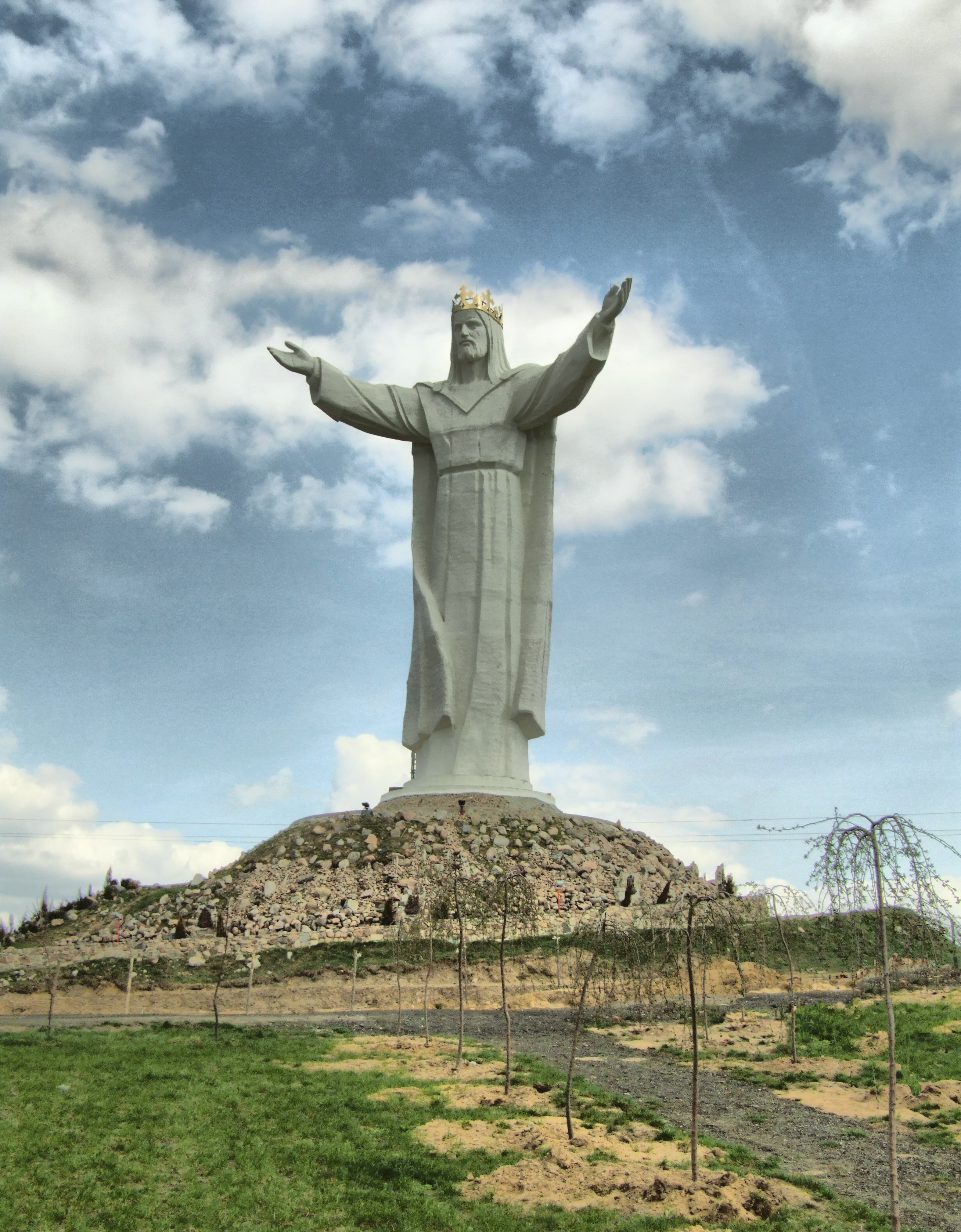
Статуя Христа Царя в городе Свебодзин, Польша
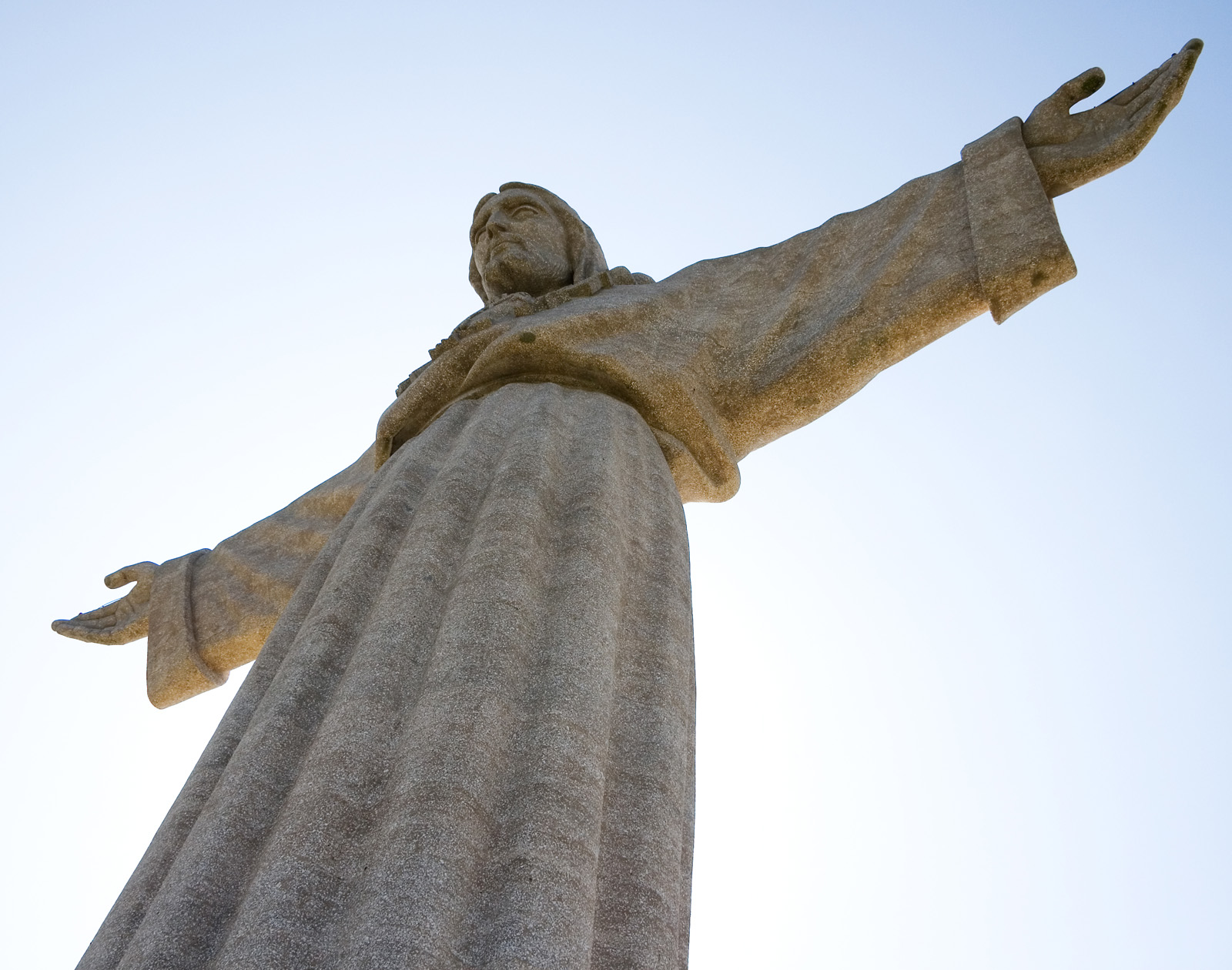
Кришту Рей в городе Алмада, Португалия
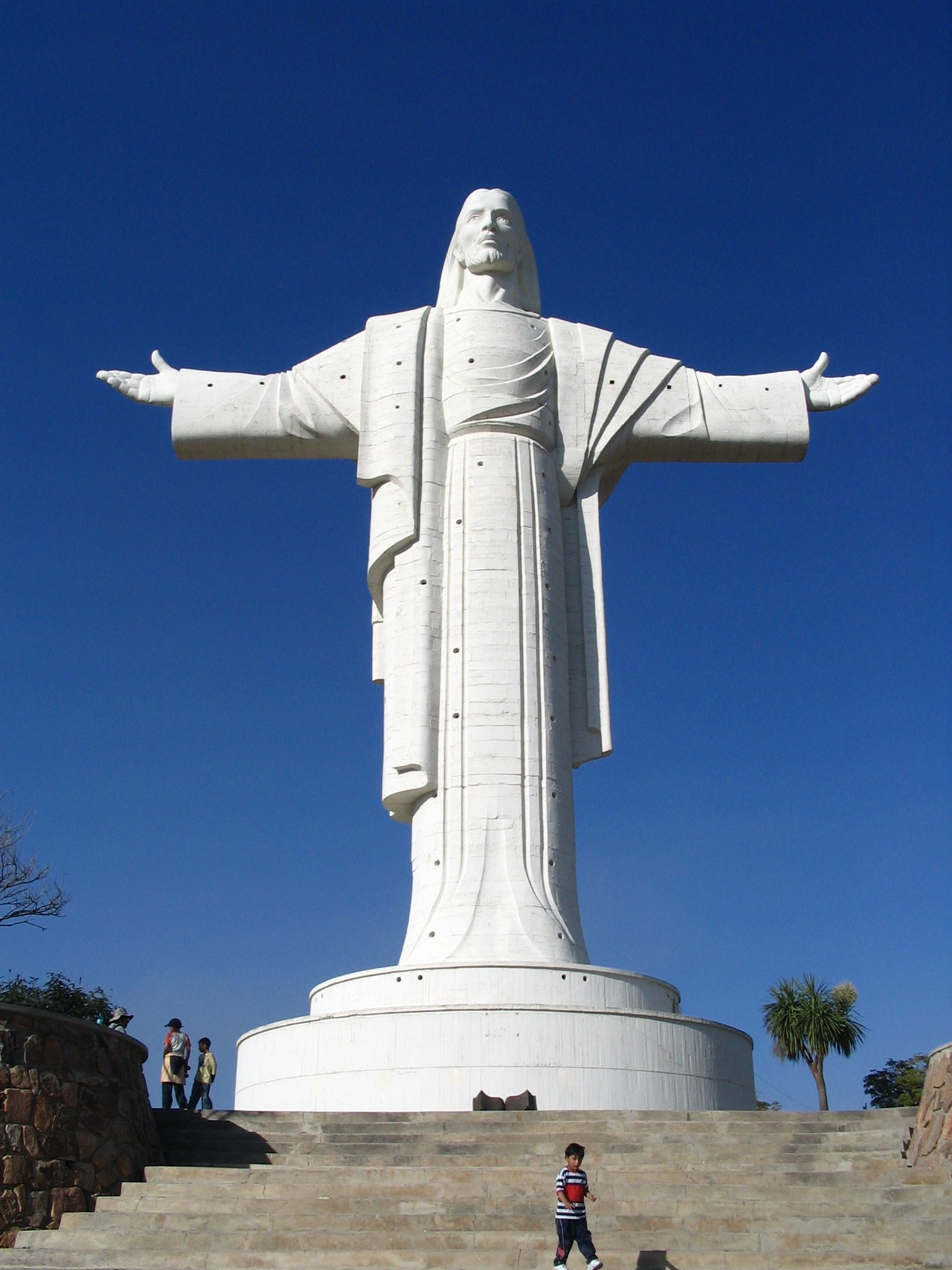
Кристо-де-ла-Конкордия в Кочабамбе, Боливия
Христос из бездны

### Кинематограф
Описание жизни Иисуса Христа в соответствии с Новым Заветом было частой темой практически с момента появления кинематографа. Иисус Христос является одним из самых популярных персонажей в кино.

### Конституции
Иисус Христос упоминается в конституциях ряда государств: Ирландия, Греция, Фиджи.